# X-Men
|  | Per a altres significats, vegeu «X-Men (desambiguació)». |

X-Men o Patrulla-X és un grup de personatges de ficció pertanyent a l'Univers Marvel. Va ser creat per Stan Lee i Jack Kirby al primer número de The X-Men, amb data de portada setembre de 1963. Els seus còmics, fins ara, mai han estat publicats en català tot i que els diversos grups editorials que han publicat aquesta col·lecció eren catalans (Vértice i la seva hereva Surco, Bruguera i Planeta) o tenen la seu a Catalunya (Panini). El nom de Patrulla-X és originari de Vértice i va ser adoptat per les successives editorials que han tingut els drets per publicar la col·lecció.
Les seves aventures han sigut publicades en diversos còmics de Marvel Comics, ja que es tracta d'un univers cohesionat. Des de finals de 1991 sempre ha comptat com a mínim amb dues col·leccions mensuals dedicades. És una de les grans franquícies de l'editorial, havent-se realitzat adaptacions en dues sagues cinematogràfiques, diverses sèries d'animació i videojocs.

## Creació

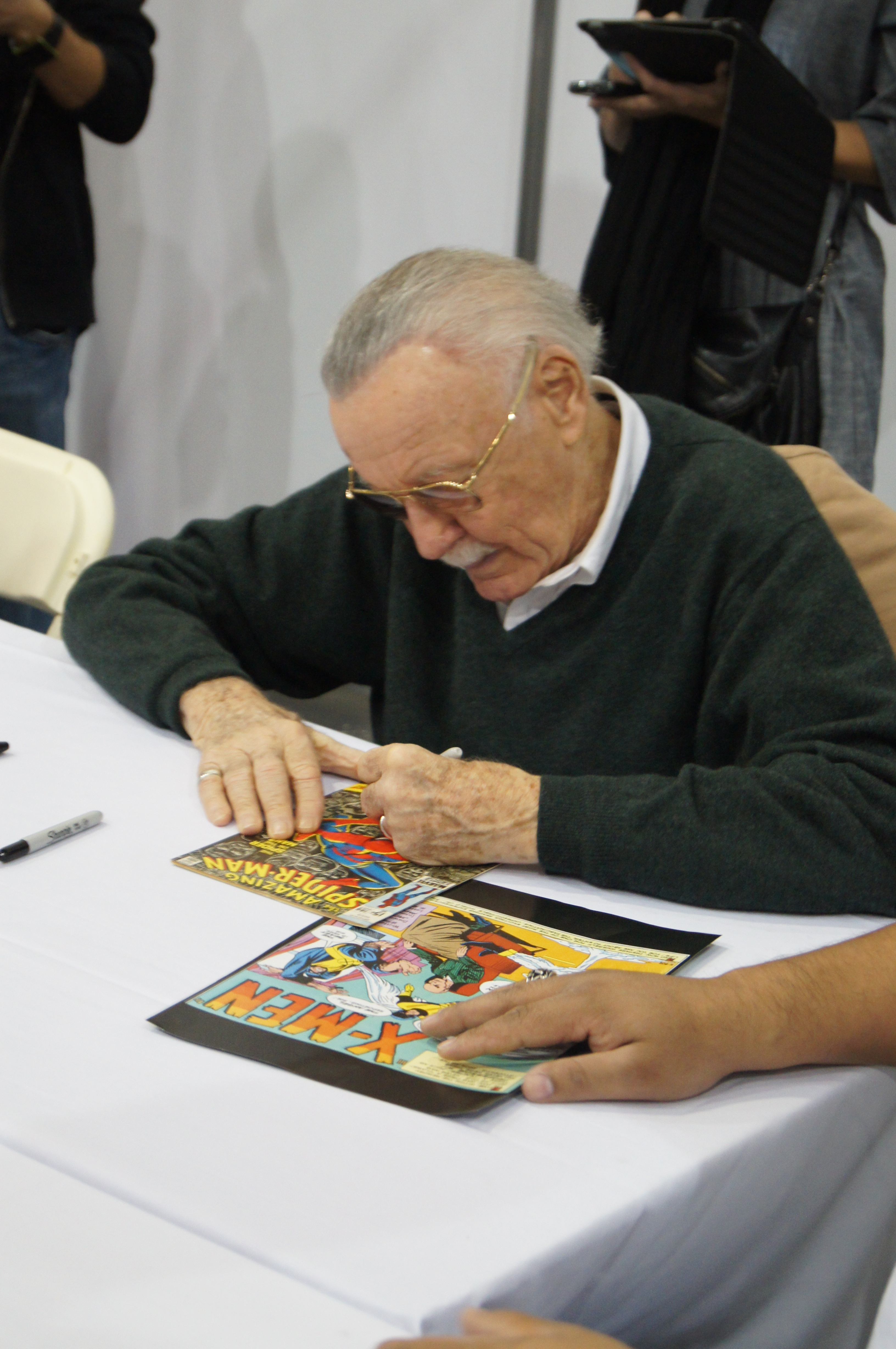
Stan Lee signant la portada de The Amazing Spider-Man núm.100 i a punt de signar una reproducció de la tercera vinyata de la primera pàgina The X-Men núm.1 (1963).

El 1963, amb l'èxit d'Els 4 Fantàstics, Spiderman, Thor i Iron Man, Stan Lee volia un altre grup de superherois nous, però volia evitar explicar com aconseguien els seus poders. El 2004, Lee recordava "no podria tenir tothom mossegat per una aranya radioactiva o exposat a una explosió de raig gamma. I vaig agafar la manera covarda. Vaig dir-me 'Per què no dic simplement que són mutants. Van néixer d'aquesta manera". Fins aquell moment els personatges que millor havien funcionat havien estat Els 4 Fantàstics i Spiderman i van pensar fusionar les dues idees: un grup de superherois, però compost d'adolescents insegurs i marginats.

## Antecedents
A la sèrie pulp Star Detective, editada per Martin Goodman, havia aparegut una història titulada "X-Man", al seu número de març de 1937, sense relació amb els mutants. Stan Lee i Steve Ditko eren autors d'una història de cinc pàgines titulada "The man in the Sky", publicada a Amazing Adventures vol.1 #14 (amb data de portada juny de 1962) protagonitzada per un mutant. La intenció era continuar aquest relat, però la col·lecció tancava el mes següent i Lee va preferir publicar la història que presentava a Spiderman, que no comptava amb l'aprovació de Goodman.
El 18 d'abril de 1963 es publicava, amb data de portada juny de 1963, el núm. 80 de My Greatest Adventure, una col·lecció de National Comics (l'editorial que ja era coneguda com a D.C. encara que no era el seu nom oficial) on hi debutava un grup anomenat Doom Patrol. Un savi científic en cadira de rodes reuneix un grup encara més estrany: Rita Farr, àlies Elasti-Girl que pot créixer i encongir-se a voluntat, Larry Trainor, Negative Man, el cos del qual s'ha convertit en un contenidor d'energia negativa i ha d'anar envenat de dalt a baix, i Cliff Steele, Robotman, que va resultar ferit durant una carrera de Fórmula 1 i només va sobreviure el seu cervell que es troba ara al cos d'un robot. Els autors són els guionistes Bob Haney i Arnold Drake i el dibuixant Bruno Premiani, que volen seguir l'èxit dels personatges de Marvel amb limitacions que els allunyen de la grandesa tradicional dels de D.C Tot i les similituds entre el mentor dels dos grups i el plantejament, la distància de menys de tres mesos (el primer número de The X-Men es publica el 2 de juliol de 1963) descarta el plagi. És molt probable que quan apareix a les llibreria el debut de Doom Patrol, el primer número de The X-Men estigui a la impremta. Segons Arnold Drake, tres o quatre setmanes després d'escriure el primer guió va saber que Stan Lee estava preparant una cosa similar. La idea d'un grup amb membres amb diferents poders era una cosa habitual, però el va sorprendre bastant que el seu líder també anés amb cadira de rodes. Seguint aquesta tesi, no seria estrany que en una de les reunions golfístiques habituals entre Goodman i Jack Leibowitz, editor de D.C., comentessin els dos projectes. En qualsevo cas, el desenvolupament de les dues sèries seria substancialment diferent.

## Trajectòria editorial

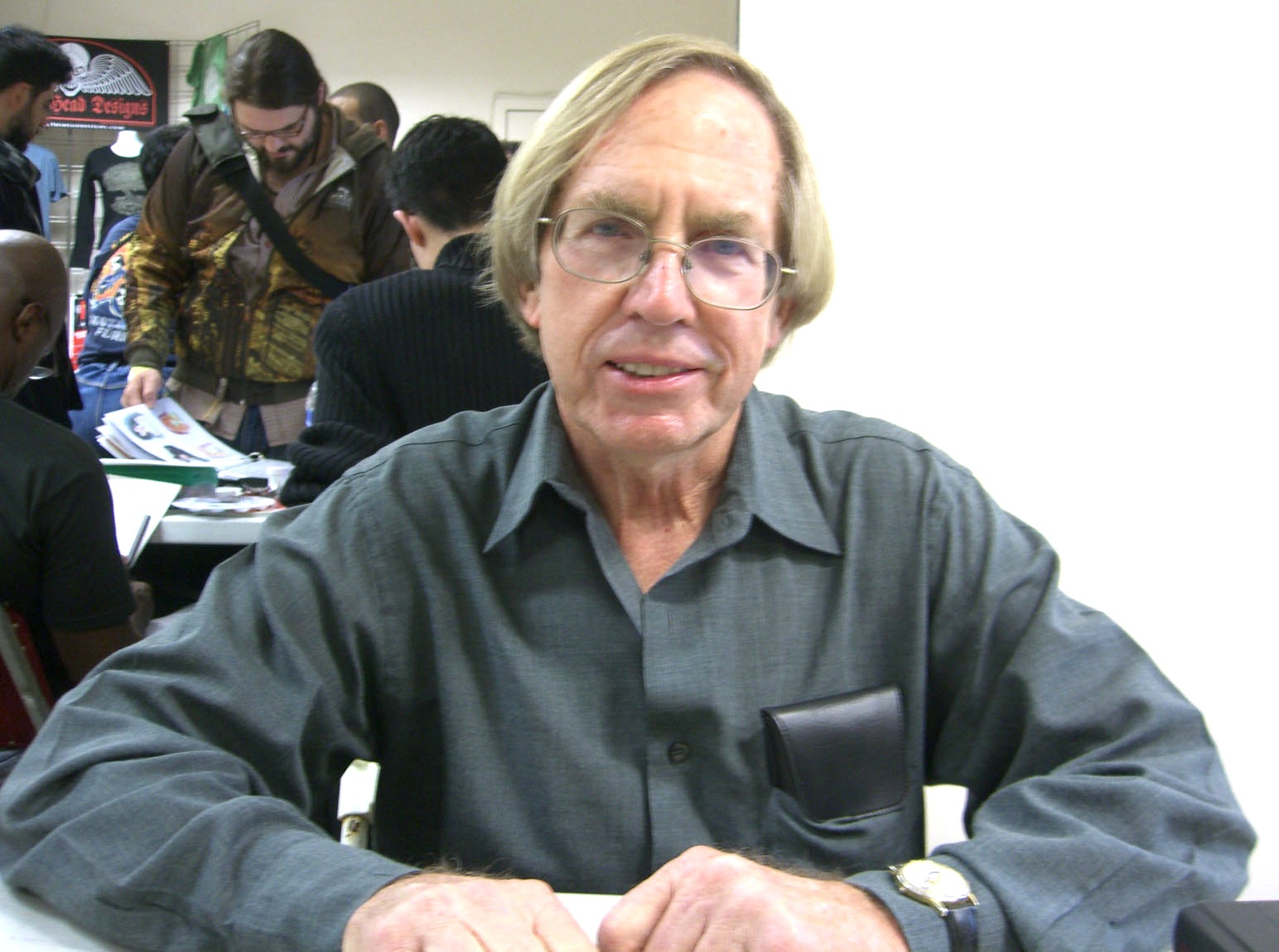
L'escriptor i editor Roy Thomas al novembre de 2008

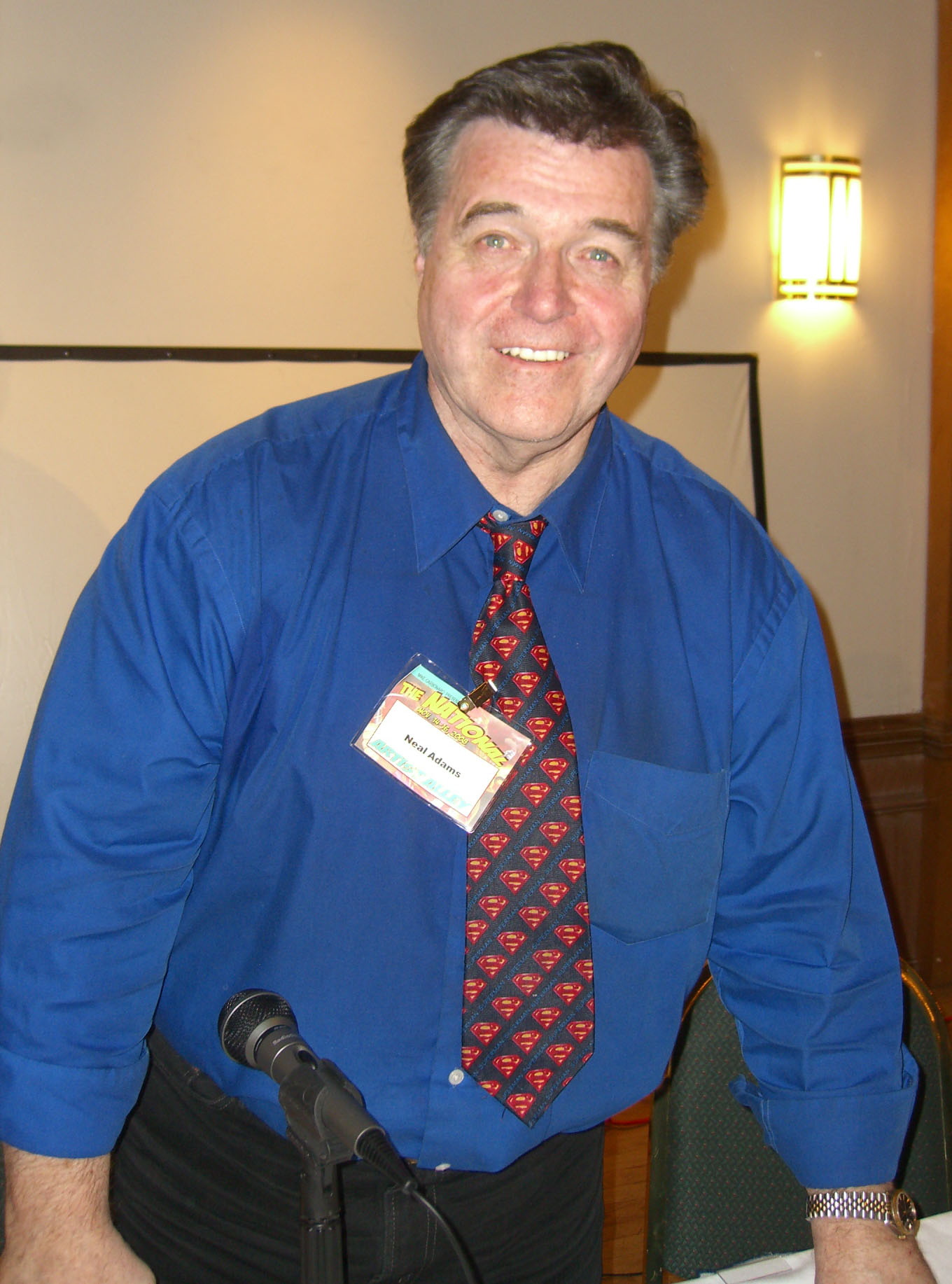
Neal Adams, al novembre de 2008

Els primers anys no va tenir tant d'èxit com d'altres grups de superherois (Els Venjadors o Els Quatre Fantàstics). Les vendes es van ressentir des de la sortida dels seus creadors i a més Stan Lee es mostra refractari als canvis que Roy Thomas volia fer. La col·lecció millora sensiblement amb la incorporació del dibuixant Neal Adams, però el tancament està decidit. The X-Men tanca en un context de crisi generalitzada que obliga a cancel·lar moltes altres sèries. Als pocs mesos, però, arriben les devolucions i es comprova que les vendes milloraven aproximadament des del núm. 60. Goodman decideix continuar publicant reduint les despeses al mínim, publicant reedicions.

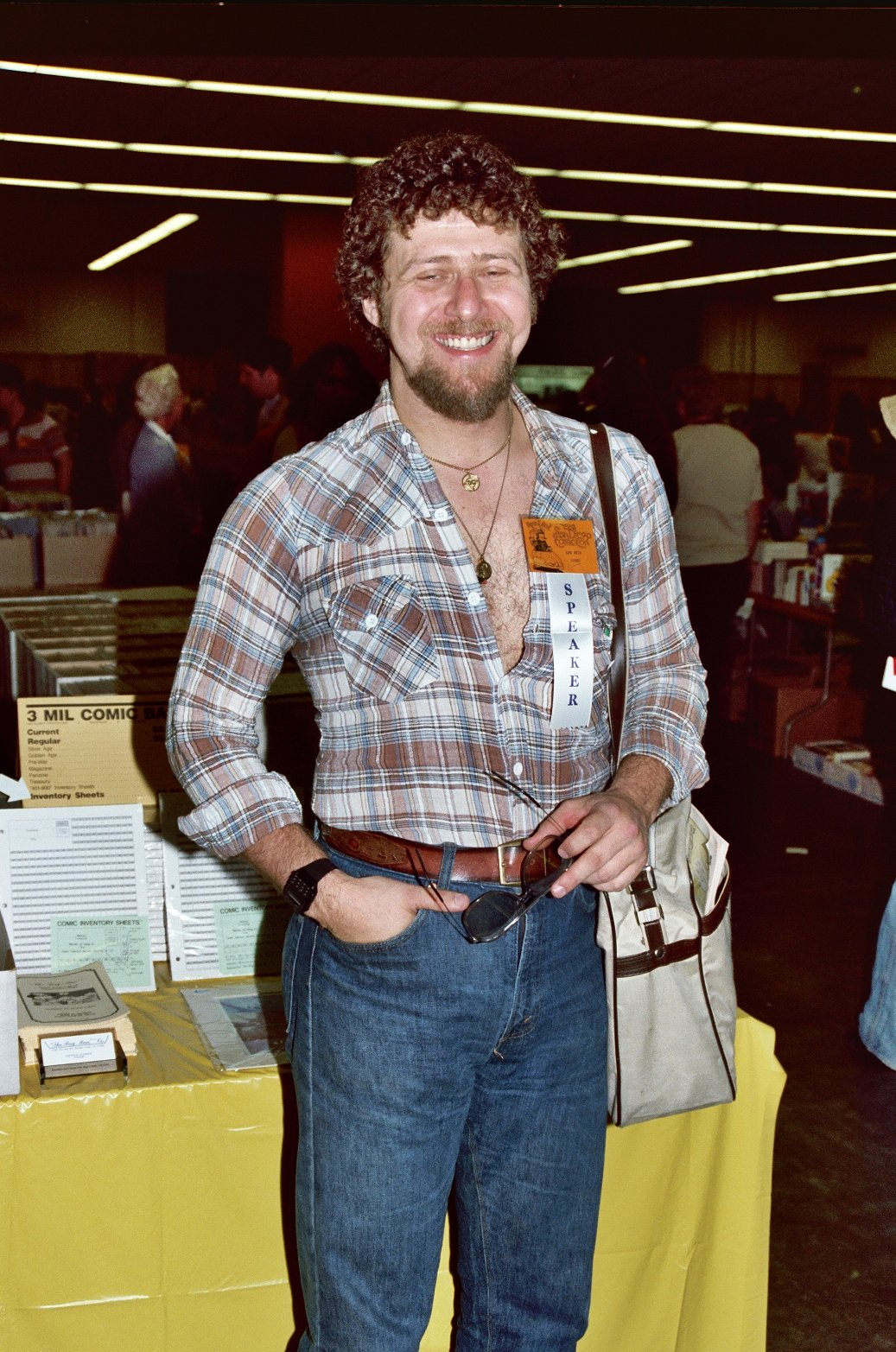
Len Wein el 1982

Durant aquesta època els personatges van tenir poques aparicions a l'Univers Marvel, però l'interés de rellençar la sèrie va fer que aquestes augmentessin amb el pas del temps, fins arribat a 1975, en que es va publicar el primer, i durant molt temps únic, número de Giant-Size X-Men escrit i editat per Len Wein i amb dibuixos de Dave Cockrum. El còmic va representar el debut d'un nou equip d'herois internacional amb nous membres, gran part dels quals eren de nova creació.

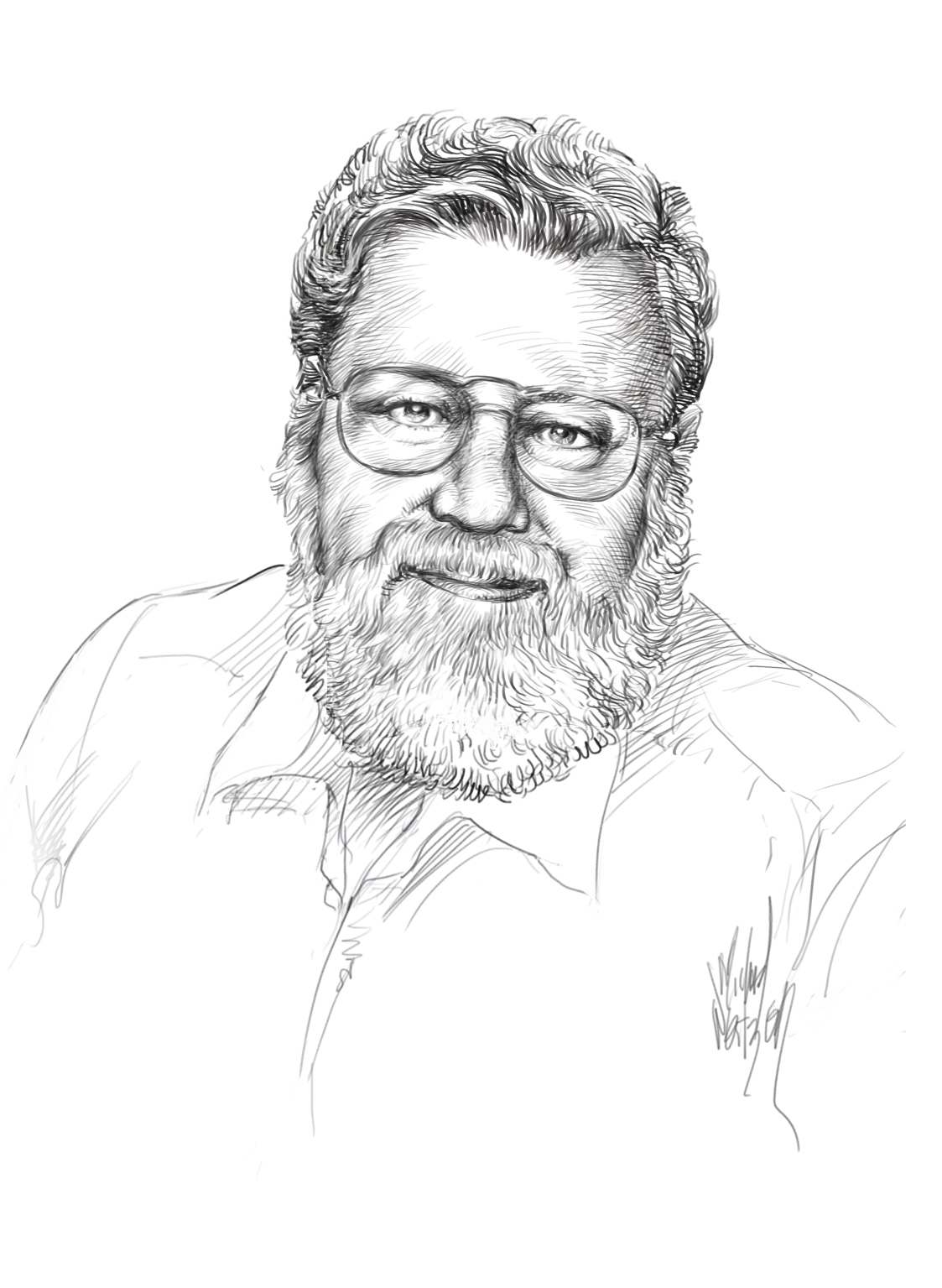
Dave Cockrum vist per Michael Netzer

Finalment Wein només va fer l'argument dels primers números de la nova etapa i va ser Chris Claremont qui va ocupar-se de rellançar el títol a partir de l'agost de 1975 en el número 94 de la sèrie. Amb dibuix de Cockrum i, sobretot després de la substitució d'aquest darrer per John Byrne que també va compartir amb Claremont la realització dels arguments, i després de la Saga del Fènix de gran èxit entre els lectors per la seva multitrama, la col·lecció va veure augmentada la seva popularitat arreu del món i va començar a fer-se una franquícia que incloia moltes sèries protagonitzades per personatges relacionats amb el món dels X-Men. Les primeres sèries derivades estaven bastant diferenciades de l'original: Dazzler, presentada a la sèrie, era una mutant que va acabar formant part del grup, però mentre es publicava hi estava bastant allunyada tot i la participació de personatges com l'Àngel, The New Mutants era un grup formatiu semblant al que havien estat els X-Men en un principi i Alpha Flight era un grup canadenc amb pocs mutants.

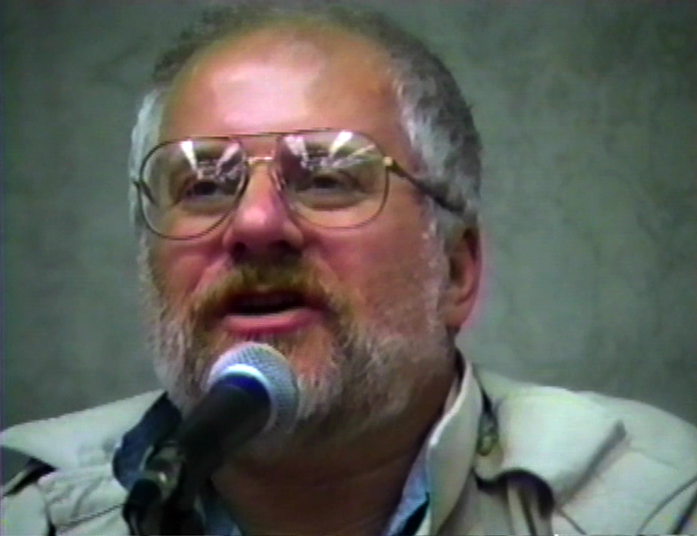
Chris Claremont, a principis dels anys 90

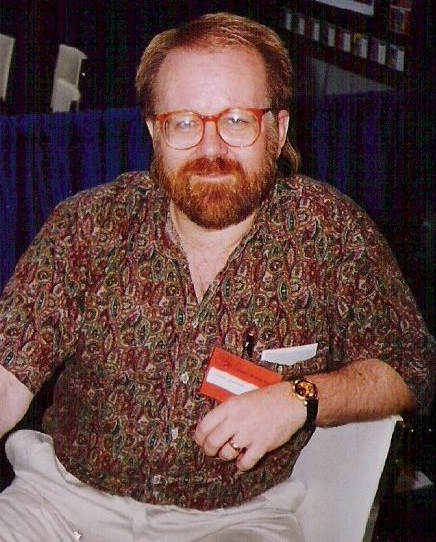
John Byrne el 1992

El llavors director de Marvel (editor-in-chief), Jim Shooter, es va oposar a donar una altra sèrie al grup que van prodigar les seves aparicions d'altres maneres: van tenir un crossover amb The New Titans de D.C. van protagonitzar la cinquena novel·la gràfica de Marvel i van protagonitzar l'especial benèfic Heroes for Hope (1985). A més, des de 1982 alguns dels seus membres o tot l'equip van protagonitzar o coprotagonitzar una gran quantitat de sèries limitades: Wolverine, X-Men/ Micronauts, X-Men/ Alpha Flight, Kitty Pryde & Wolverine, Fantastic Four vs. X-Men, The X-Men vs. the Avengers, etc.
El primer nou grup format íntegrament per antics membres dels X-Men, que eren els d'equip original, va ser X-Factor (1986). Poc després, a Excalibur (1988) també hi trobaríem antics membres, ara situats a Anglaterra. A més els protagonistes de la sèrie van tenir una presència fixa a la sèrie quinzenal Marvel Comics Presents.
La segona sèrie del grup pròpiament dita va arribar a 1991, amb X-Men i tindria diferents títols: passaria a anomenar-se New X-Men dels números 114 al 156, recuperaria el títol X-Men a continuació i es convertiria en X-Men Legacy a partir del números 208 fins al final de la col·lecció, al número 275, sent la segona sèrie de mutants en números publicats. A continuació va aparèixer un nou volum de la sèrie començant pel número 1 amb el títol X-Men Legacy, protagonitzada per David Haller (el fill de Charles Xavier). Acabada aquesta al seu número 24, al mes següent es publicaria un número 300, resultat de sumar les numeraciones de les dues sèries, acabant la publicació.
Poc després, a 1993 li seguiria una sèrie amb periodicitat trimestral, X-Men Unlimited durant els seus primers anys. Va tenir diferents periodicitats i enfocs fins que el segon volum va tancar el 2006.

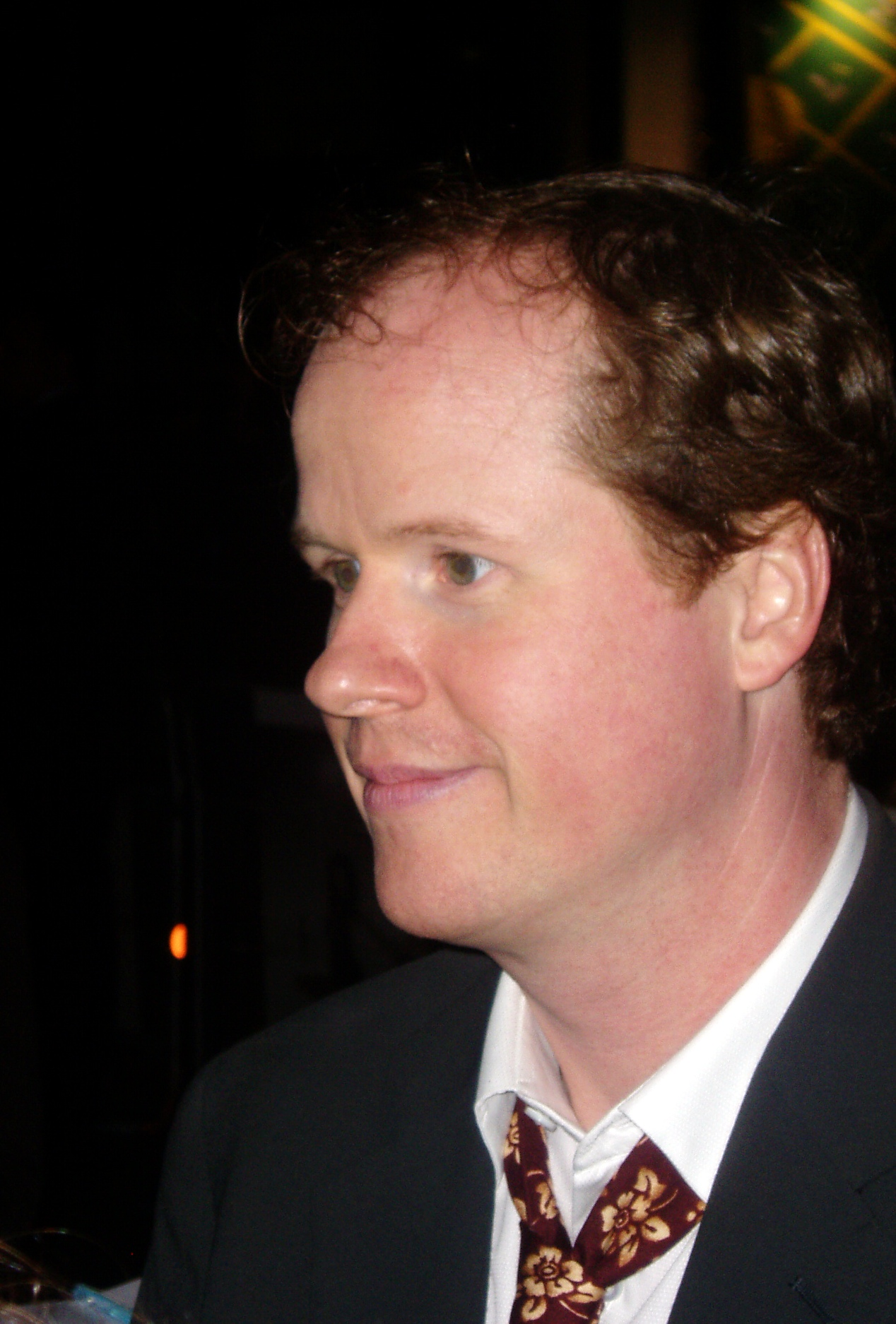
Joss Whedon, va escriure l'inici del tercer volum d'Astonishing X-Men

A 1999 va començar X-Men: the Hidden Years, un projecte que volia explicar el que havia succeït als membres del grup en l'època en què la col·lecció original havia publicat reedicions, però el projecte va quedar inacabat al tancar a 2001 després de 22 números. Aquell mateix any va començar X-Treme X-Men, que va ser substituïda a 2004 per una sèrie regular de Astonishing X-Men que habitualment s'anomena volum 3, perquè abans hi havia hagut dues sèries limitades amb el mateix títol. La sèrie va continuar publicant-se fins a finals del 2013.
El 2010, a l'època en què la sèrie de X-Men iniciada el 1991 s'anomenava X-Men Legacy va aparèixer una nova sèrie anomenada símplement X-Men. Poc després del seu tancament el 2013, va aparèixer una nova sèrie, X-Men composta per protagonistes femenines. Poc abans, aquell 2013 va començar All-New X-Men.

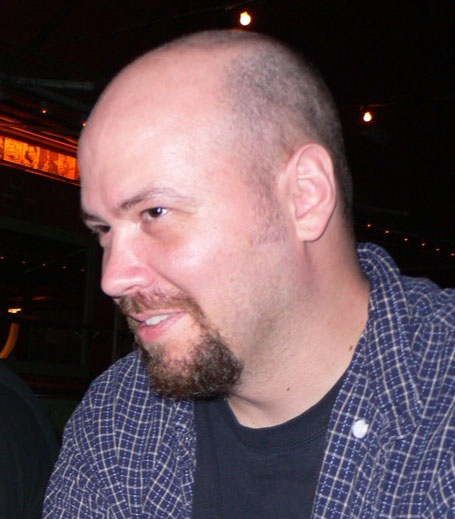
Jason Aaron, escriptor de Schism i el primer volum de Wolverine and the X-Men

El 2011 els grups i els personatges dels X-Men es van dividir en dos grups a conseqüència del cisma dels mutants, narrats a la minisèrie Schism. Va sorgir un nou grup liderat per Wolverine, titulat Wolverine and the X-Men. Això també va suposar el tancament per primer cop d'Uncanny X-Men, que va començar amb un altre volum des del primer número amb la facció liderada per Ciclop.
Pràcticament totes les sèries regulars de l'Univers Marvel que es publicaven el 2015 van tancar per reflectir el que estava passant a les Secret Wars. A 2016 començava un nou volum de Uncanny X-Men i All-New X-Men i començava Extraordinary X-Men. A 2017 només quedaven dues col·leccions dedicades al grup: X-Men: Gold i X-Men: Blue. Aquests havien estat els noms dels equips a l'època en què debutava la segona sèrie de X-Men. Les històries d'Uncanny X-Men les protagonitzava l'equip "or" i les de X-Men, l'equip "blau". Les dues col·leccions substituïen respectivament Uncanny i All-New X-Men, mentre que Extraordinary X-Men tancava. A 2017 se'ls uniria un nou volum de Astonishing X-Men i a 2018, la nova sèrie X-Men: Red.
Com a conseqüència argumental de l'event Extermination tant X-Men: Gold com X-Men: Blue tanquen i, amb data de portada gener de 2019 s'estrena un nou volum d'Uncanny X-Men.
També es publiquen sèries de la major part dels membres del grup, començant per la citada primera sèrie limitada de Wolverine (1982), qui també ha tingut diverses sèries regulars des de 1988. Les sèries més llargues a part de la seva han estat les protagonitzades per Cable i Deadpool, personatges mutants sorgits de The New Mutants i desenvolupats a X-Force i a les seves sèries limitades prèvies.

## Història fictícia

### Inicis
Conscient de l'aparició de mutants arreu del món després de la Segona Guerra Mundial, i de la por i el rebuig que generaven a la resta de la humanitat, el professor Charles Xavier, un mutant amb grans poders telepàtics, decideix convertir la seva vella mansió en una escola. Xavier somnia en la coexistència pacífica dels mutants amb la societat humana i recluta un grup de joves mutants per entrenar-los en l'ús dels seus poders amb la doble finalitat de protegir els éssers humans de mutants malvats, així com de defensar els mutants de la por dels humans per una banda tenint-los secretament a la seva escola i per l'altra mostrant la seva bondat pels seus actes.

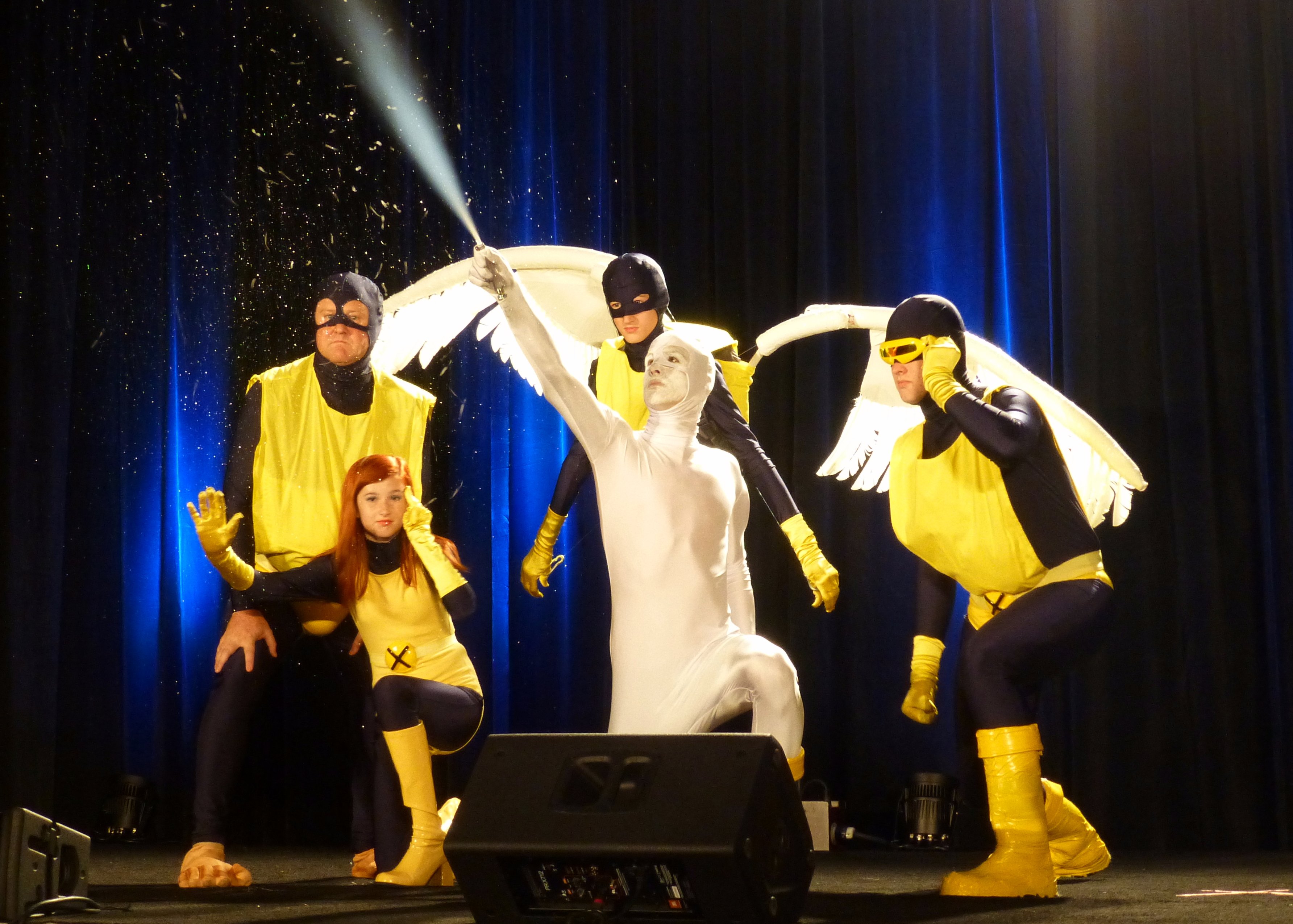
Cosplayers de l'equip original a un concurs de disfresses al Wizard World Chicago de 2015.

Els seus primers alumnes van ser Scott Summers (que adoptaria el nom codi de Cyclops (Ciclop a la traducció catalana), Bobby Drake (Iceman), Warren Worthington III (que era l'únic que ja actuava com superheroi com l'Avenging Angel, però al incorporar-se a l'equip passaria a anomenar-se símplement Angel (Àngel), Hank McCoy (Beast (Bèstia) i Jean Grey (Marvel Girl). Aquest grup va ser extraordinariàment estable i només va comptar amb la incorporació de Mimic durant un arc argumental.

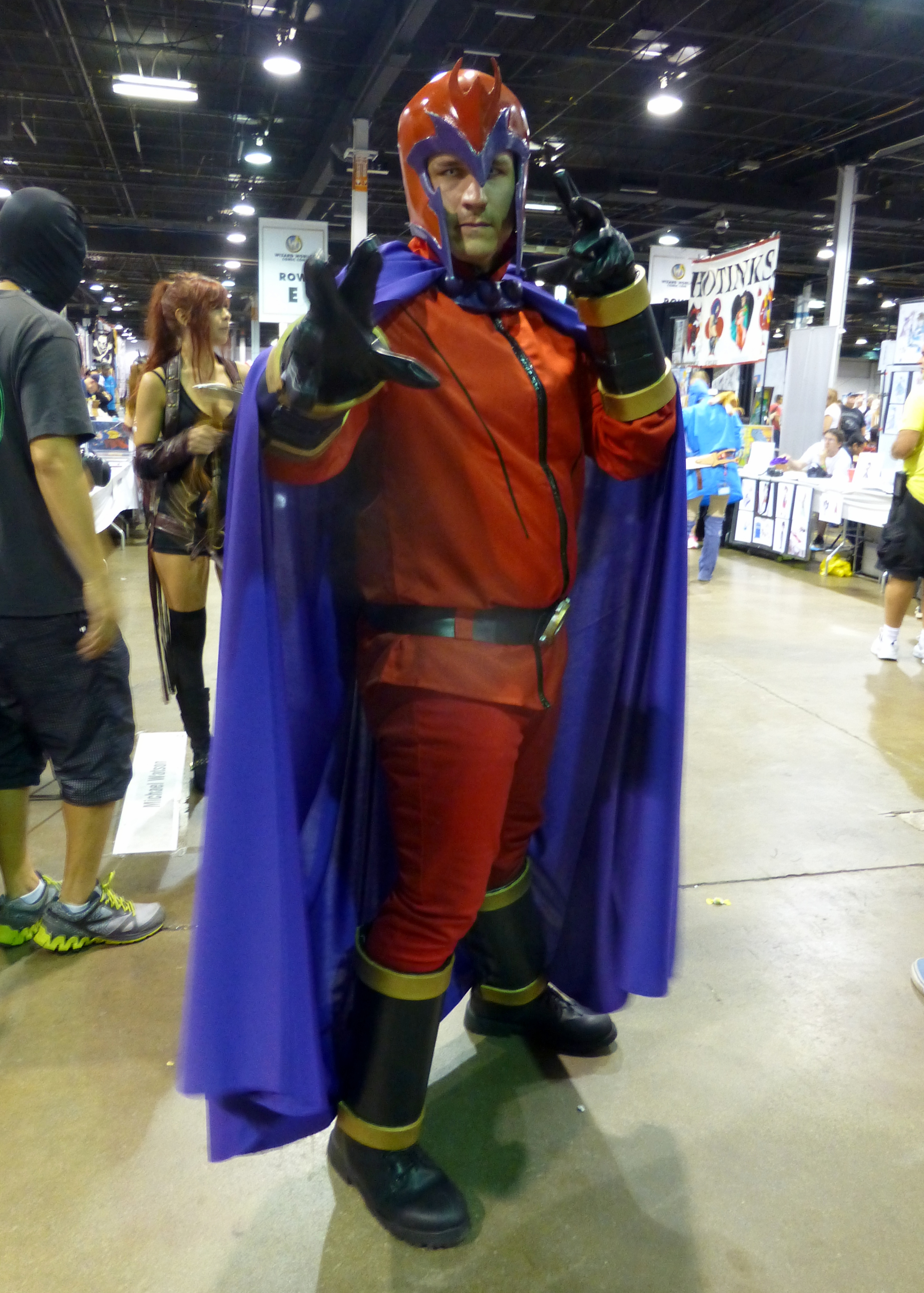
cosplayer de Magneto

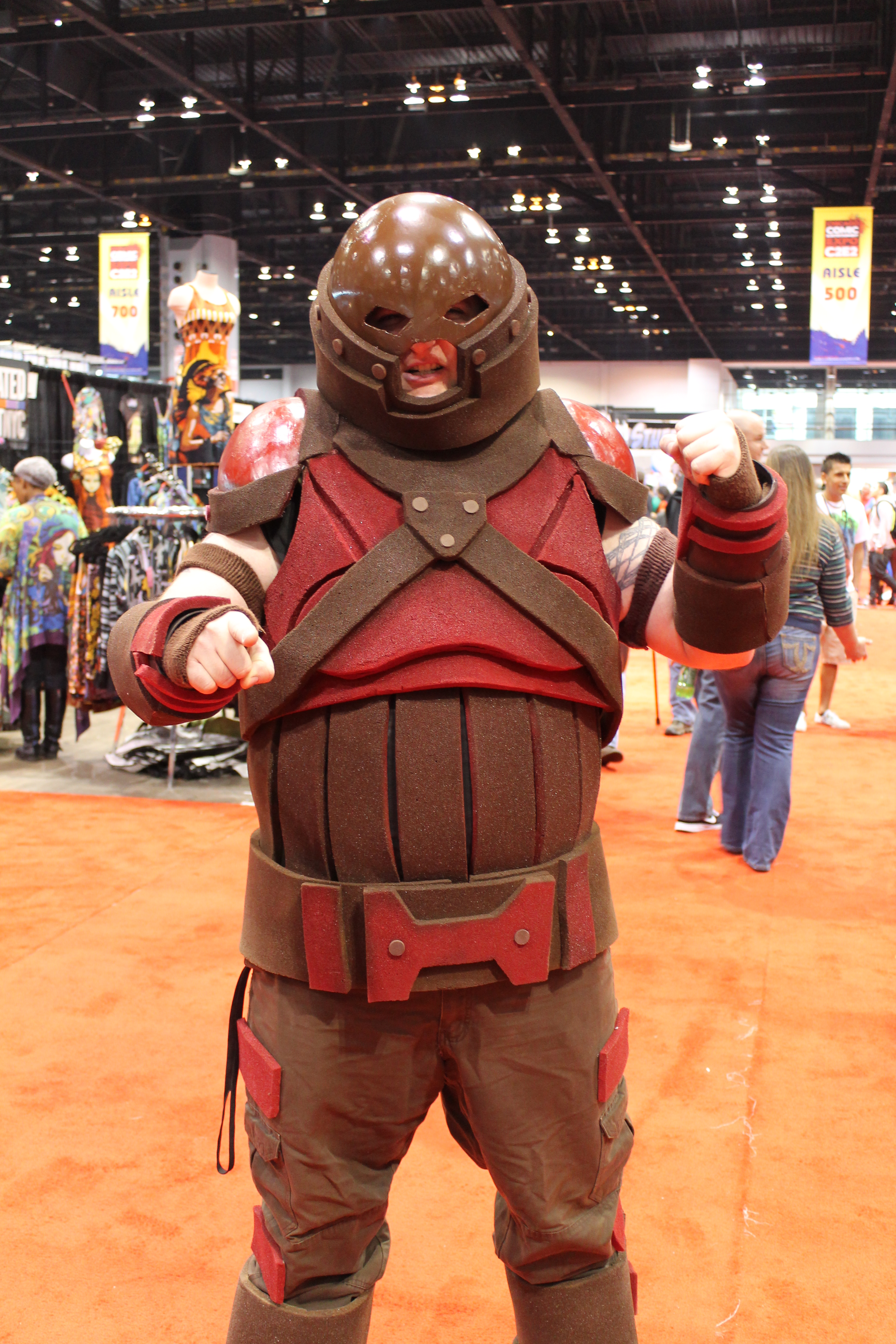
cosplayer de Juggernaut

A la primera missió del grup, es van enfrontar a un antic amic de Xavier amb qui havien discutit des de postures irreconciliables, el mutant Magneto, "Amo del Magnetisme", que es convertiria en el seu principal enemic. En una de les seves primeres missions els X-Men van intentar reclutar un adult a les seves files, el mutant Blob. Més endavant es van enfrontar a la Brotherhood of Evil Mutants, la resposta de Magneto als X-Men de Xavier, que comptava en les seves files amb els malvats Toad i Mastermind i amb dos bessons que es trobaven en deute amb Magneto: Quicksilver i Scarlet Witch.
En aquesta època van començar a conèixer altres superherois. El primer va ser Iron Man, al que van seguir Sentry i els 4 Fantàstics.
Entre les primeras amenaces a les que va haver de fer front els X-Men es trobaven Namor, enganyat per Magneto, l'imparable Juggernaut, malvat germanastre del Profesor-X i els Sentinels, gegantescos robots caçadors de mutants creat pel científic Bolivar Trask. Entremig van visitar per primera vegada la jungla prehistòrica oculta a l'Antàrtida anomenada Savage Land, on van trobar Ka-Zar.
Més endavant van combatre el superequip de malfactors conegut com a Factor Three. En aquesta època va ser quan van acceptar un nou integrant, el mutant artificial conegut com Mimic, però poc després d'unir-s'hi, lluitant amb el Superadaptoide, va patir un accident que el va mantenir incapacitat durant uns anys.

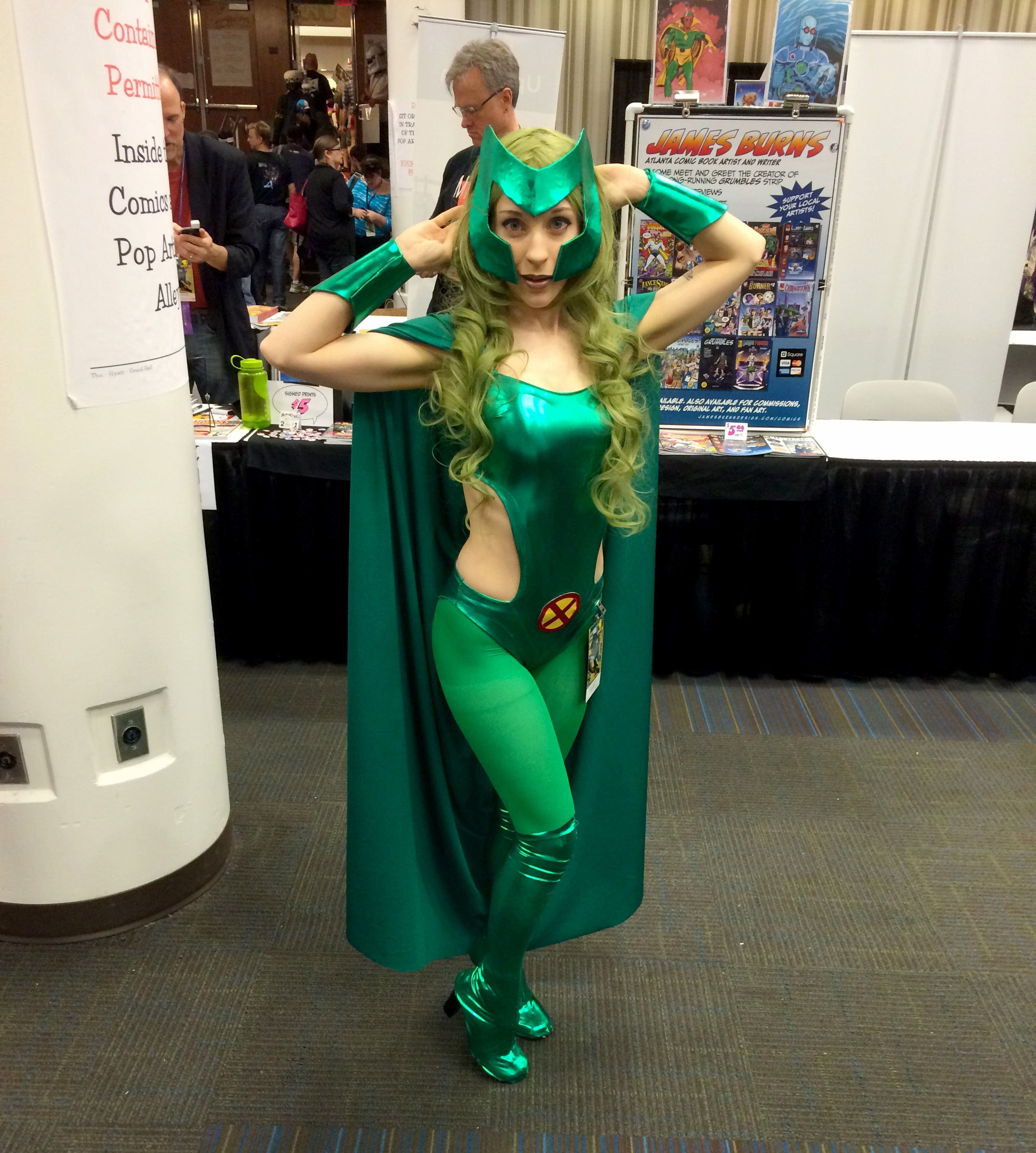
cosplayer de Lorna Dane, posteriorment coneguda com a Polaris

Posteriorment, el Professor va haver d'abandonar el grup para combatre un intent d'invasió de la Tierra per part dels alienígenes Z'Nox. Xavier va deixar a un mutant metamorf al seu lloc, Changeling i va marxar en secret dient-s'ho només a Jean Grey. Changeling va ser assassinat poc després per Grotesko i Jean no li va explicar la veritat als seus amics, que es van dissoldre temporalment. Poc després una gran concentració de mutants va fer que es reagrupessin. Investigant van conèixer Lorna Dane i van descobrir que un mutant amb poders hipnòtics anomenat Mesmero estava reunint un exèrcit en nom de Magneto. Cyclops s'hi va infiltrar amb la identitat d'Erik the Red i amb l'ajut de Lorna van derrotar a Mesmero i al suposat Magneto, que en realitat era un robot. Lorna se'n va anar amb ells a Nova York.
Cyclops i els seus amics van acompanyar Alex, el seu germà quan aquest es va graduar, però va ser capturat pel Living Pharaoh, que volia matar-lo perquè els seus poders estaven vinculats. Transportat a Egipte, Alex va descobrir els seus poders i que no podia controlar-los. Va ser capturat pels Sentinels, reconstruïts per Larry Trask, que també van capturat Iceman i Lorna Dane, entre altres mutants coneguts. Cyclops va aconseguir acabar per un temps amb l'amenaça dels Sentinels.
Els X-Men van portar Alex, ferit a la batalla amb el Dr. Karl Lykos, però aquest es dedicava a absorbir energia dels seus pacients. Absorbint la d'Alex es va convertir en Sauron. Sauron va intentar matar el pare de la seva estimada Tanya, però es va penedir al darrer moment i va escapar a la Savage Land on els X-Men, que el van seguir, el van veure caure per un precipici. Aquí es van tornar a trobar a Magneto i als seus Savage Land Mutates.
Al tornar als Estats Units van enfrontar-se a Sunfire, als Z'Nox (després de retrobar-se amb el Professor) i amb Hulk.

### Els anys perduts
El que va passar amb els X-Men a l'època en què la seva única sèrie publicava reedicions es coneix gràcies a aparicions en altres sèries (inclòs un serial protagonitzat per Beast a la sèrie Amazing Adventures), flashbacks en històries futures i la sèrie X-Men: the Hidden Years (1999-2001), però encara hi ha molta foscor sobre aquest període, ja que el projecte va acabar molt abans del que John Byrne, el seu autor, tenia previst.
Iceman va deixar temporalment el grup. Al posar-se al dia del succeït, Xavier va enviar als X-Men de tornada a la Savage Land per assegurar-se de què havia passat amb Magneto. Van descobrir que aquest no estava mort, però va escapar endunt-se'n amb ell a Angel i una noia de la raça Nhu’Ghari, anomenada Avia. Els altres X-Men van arribar a Kènia, on van conèixer una jove Ororo Munroe (qui formaria part de la segona gènesi amb el nom de Storm) i la van ajudar a combatre un altre controlador del clima, Deluge. Després que Warren va ser rescatat, Candy Southern li va dir que el seu oncle Burt, qui havia estat responsable de la mort del seu pare, estava intentant casar-se amb la seva mare. Van adivinar les seves intencions massa tard per evitar que la enverinès. Posteriorment es van enfrontar a Kraven el caçador, un grup de mutants anomenat Promise, a Mole Man i a Magneto, que estava utilitzant a Namor contra els 4 Fantàstics.
Passat un temps, Hank va deixar el grup per començar a treballar per la Brand Corporation. Després de quatre mesos d'investigacions va depurar la fórmula química causant de les mutacions i va decidir provar-la en ell mateix per detindre uns sabotejadors, amagant així la seva identitat secreta. Però no va revertir a temps al seu estat original i va quedar atrapat en una nova forma monstruosa.
En aquesta època alguns muntants van començar a desaparèixer, entre ells Lorna, Alex, Warren, Bobby i Hank. Els pocs membres que quedaven lliures van ajudar a Hulk a derrotar el Juggernaut. Poc després van ajudar a Captain America i Falcon a alliberar els seus amics i els altres mutants capturats.
Iceman va ajudar a Spiderman contra un malvat anomenat Equinox i va ser cridat per una missió secreta Per aquesta època, Xavier va ajudar els Defenders contra Magneto i els seu grup de mutants diabòlics. La seva creació, anomenada Alpha els va revertir a la infància.

### Gènesi mortal
Els X-Men van anar a investigar l'aparició d'un mutant a l'illa de Krakoa, però van descobrir que el mutant era la pròpia illa, que havia mutat després d'una prova nuclear. Cyclop va poder escapar per demanar ajuda a Xavier. Aquest va reclutar un equip de joves mutants que havia format la doctora Moira MacTaggart contra la seva opinió, que creia que no estaven preparats. Dels quatre joves, dos van morir i els altres dos, Vulcan i Darwin van desaparèixer i també els van donar per morts. Xavier va decidir esborrar de tothom la memòria del succeït i reclutar un altre grup per a la missió.

### Segona gènesi

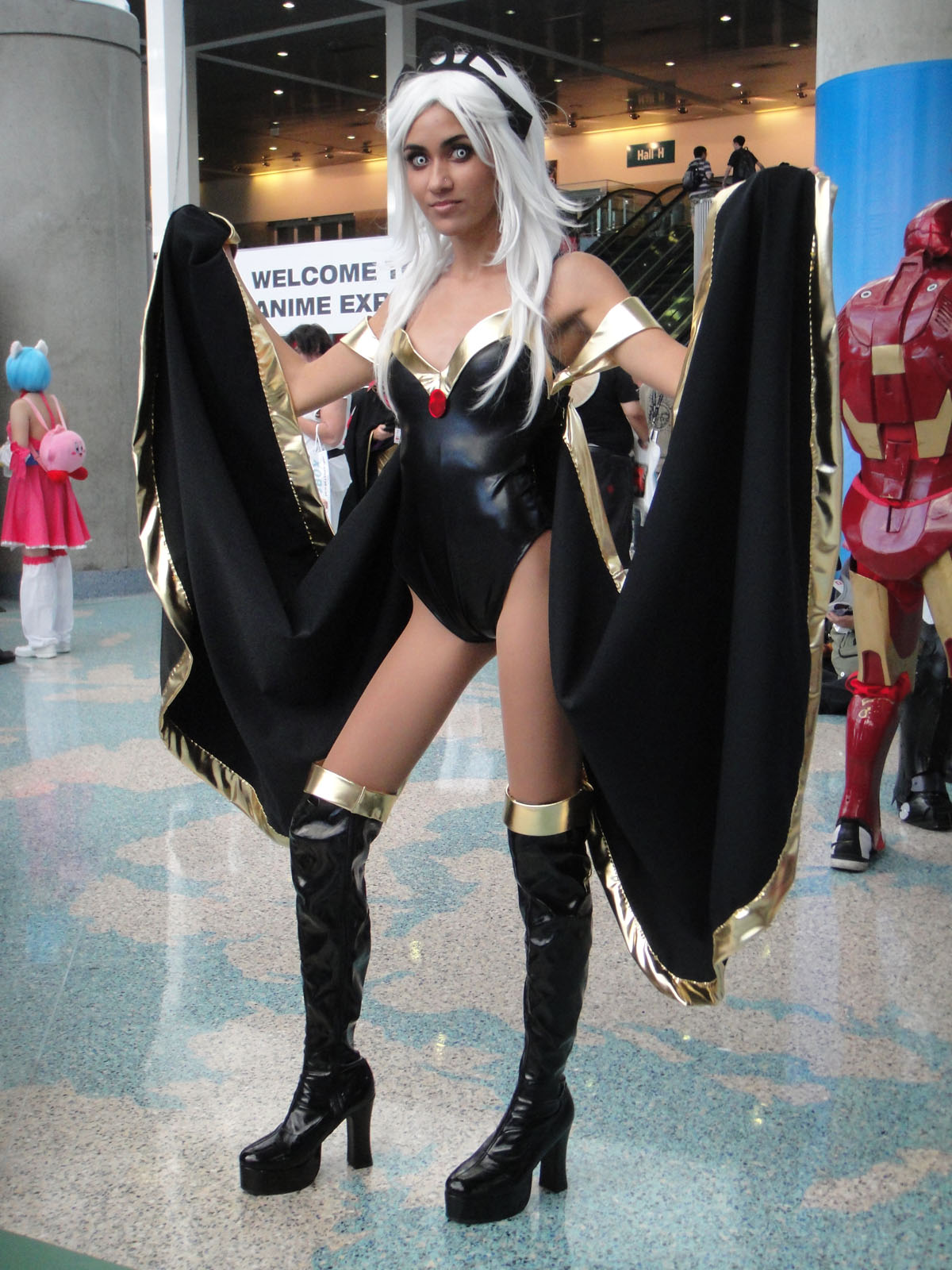
cosplayer de Storm

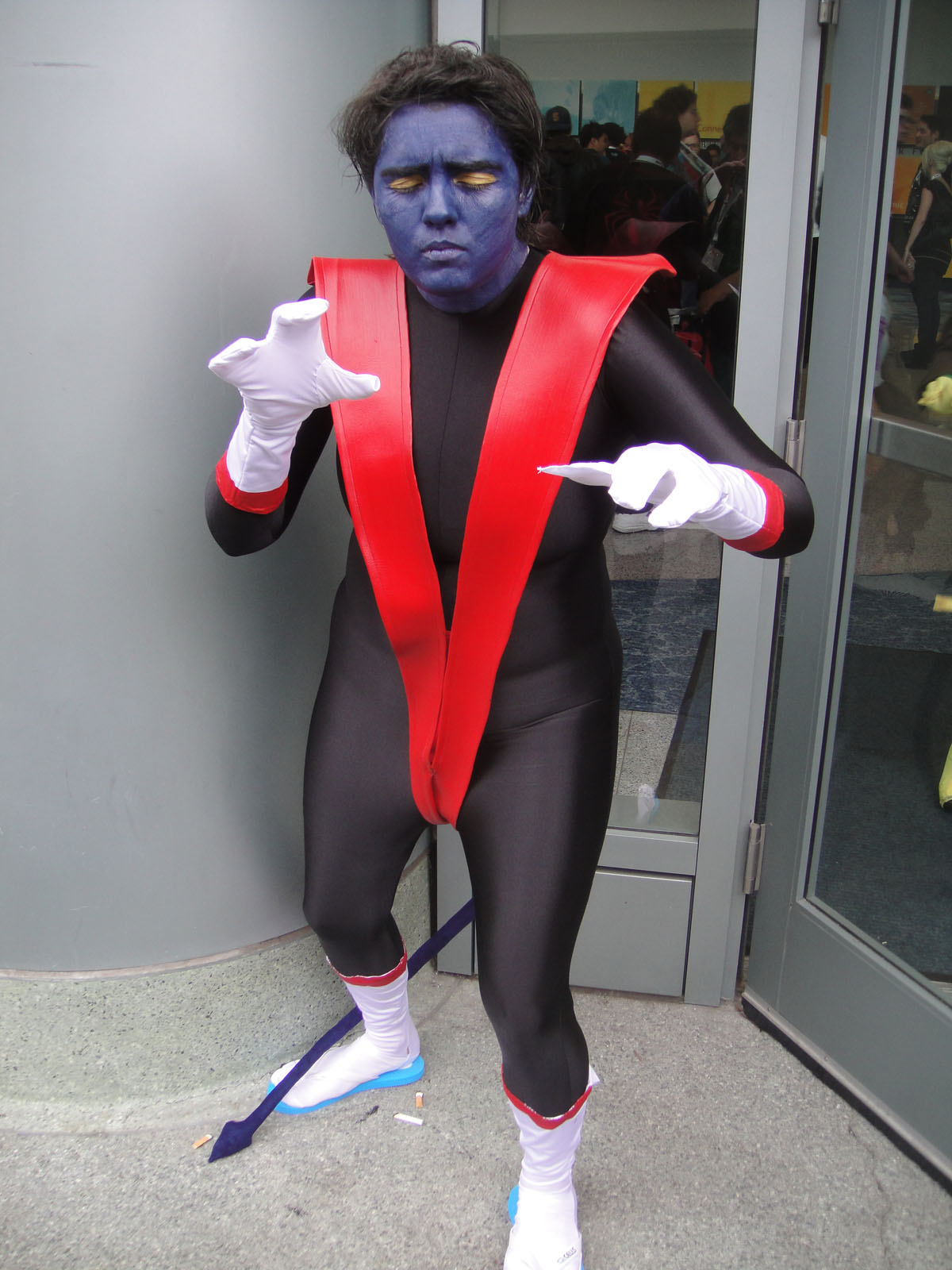
cosplayer de Nightcrawler

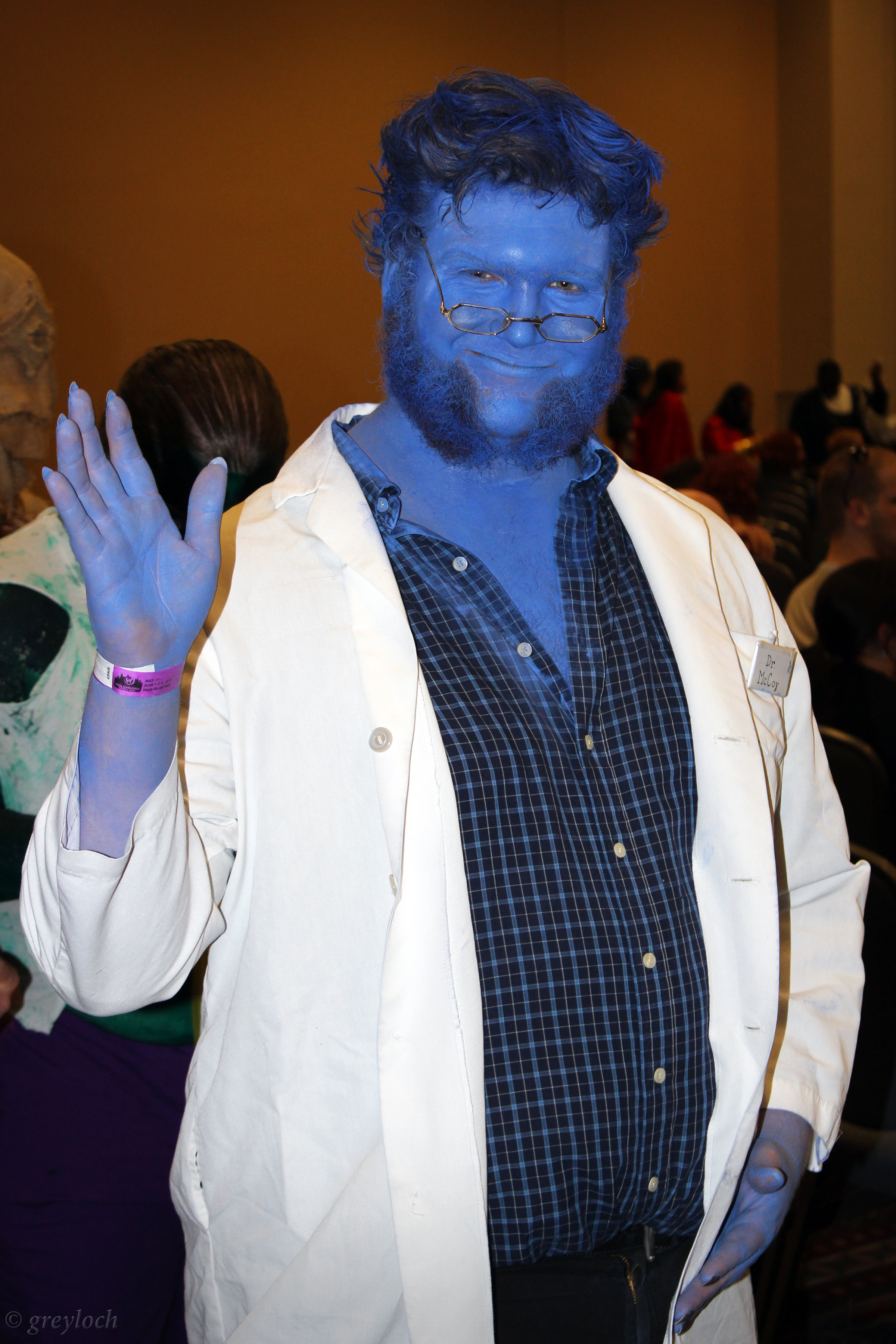
Quan era membre dels Venjadors, la Bèstia (representada per un cosplayer) va tornar a viure alguna aventura amb els X-Men molt abans de tornar al grup

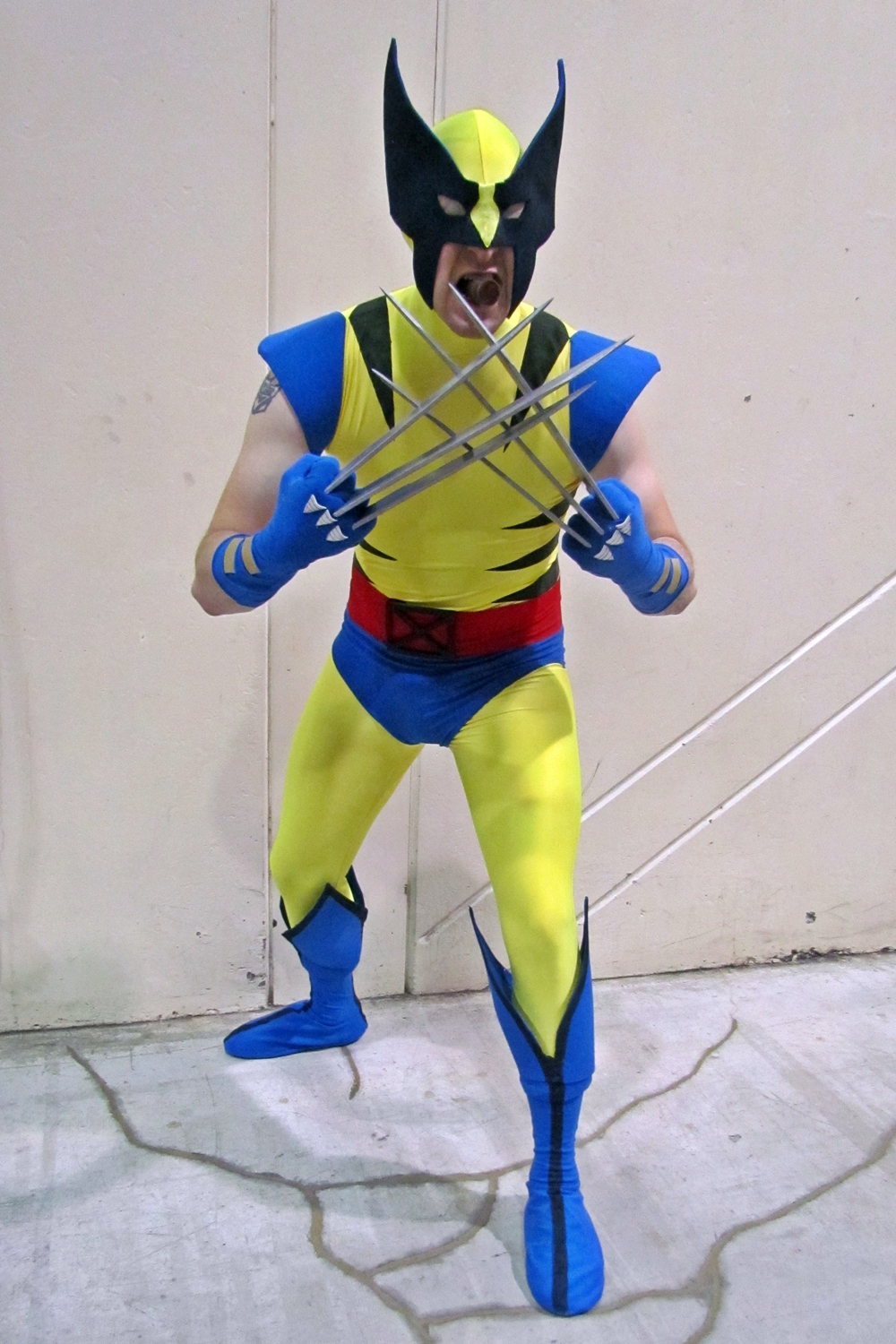
cosplayer de Wolverine

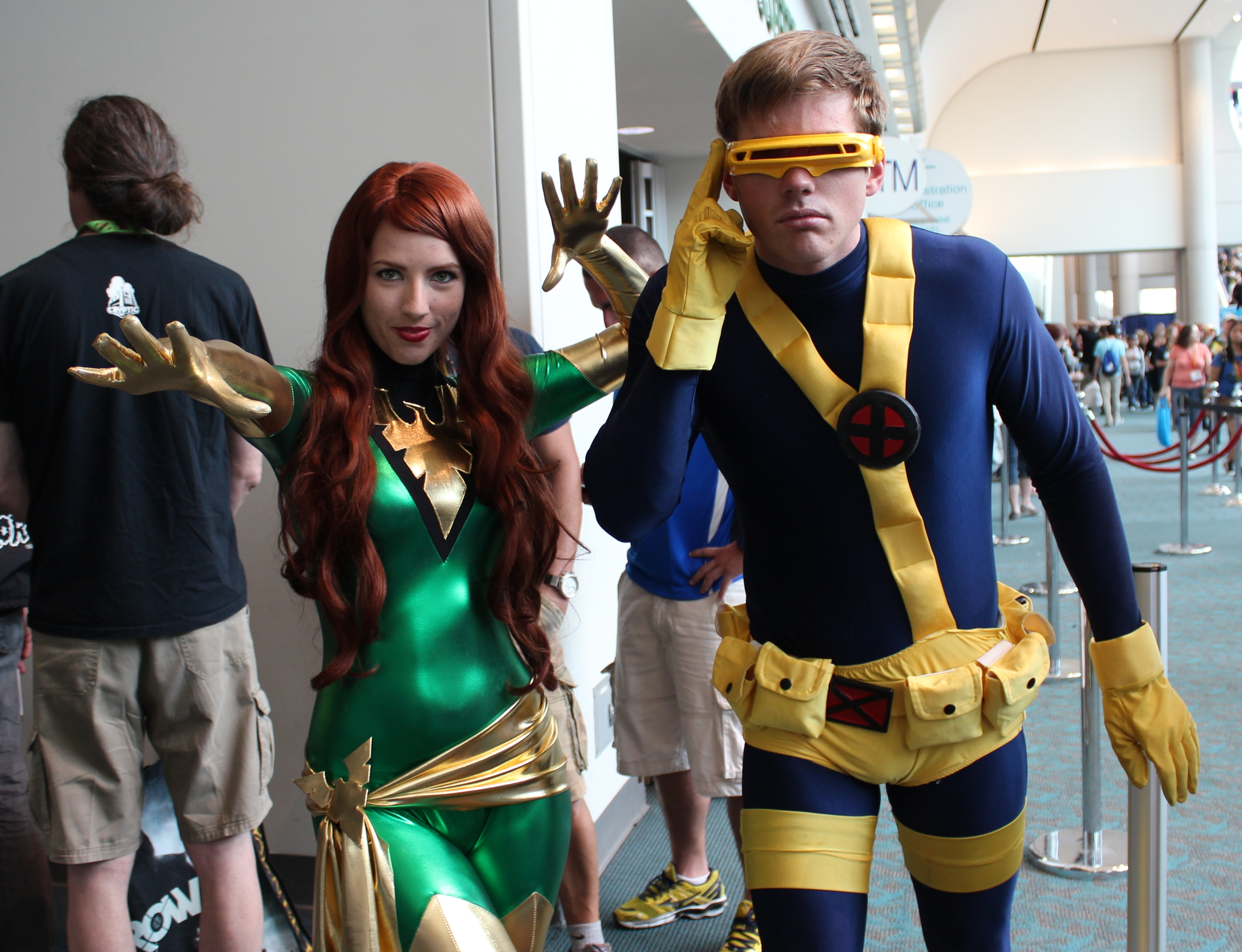
cosplayers de Fénix i Ciclop.

Xavier va reclutar un nou equip amb dos membres que havien conegut en missions anteriors (Banshee i Sunfire) i cinc més dels quals Xavier ja coneixia l'existència: Wolverine, Storm, Nightcrawler, Colossus i Thunderbird. Gràcies a ells van poder rescatar l'altre equip. La relació entre alguns dels antics membres i els nous és tibant i l'endemà, Sunfire i els antics membres de l'equip excepte Ciclop van abandonar el grup, que es va entrenar intensament. Van rebre la trucada de Beast, ara membre dels Venjadors, que els va demanar ajuda contra el Comte Nefaria. A la missió va morir Thunderbird en un acte suïcida. Xavier presenta a Moira MacTaggert com la seva majordoma.
Al Nadal, el doctor Stephen Lang va capturar amb els seus Sentinels a Marvel Girl, Wolverine i Banshee. La resta de l'equip intenta rescatar-los amb l'ajuda d'un amic de Xavier, el doctor Peter Corbeau després de descobrir que es troben en una estació espacial, però Corbeau els adverteix que no pot pilotar la nau d'escapament per una tormenta espacial. Marvel Girl absorbeix els seus coneixement per pilotar-ho ella esperant que la seva telequinesis li doni alguna oportunitat. Fénix (Fhoenix) va aparèixer per ajudar-la i Jean va decidir unir-se a ella per salvar a l'equip i sobreviure. Jean, unida a Fénix contempla el seu cos quasi destruït que encara intenta aferrar-se a la vida. L'embolica en un capoll que el mantindrà mentre es cura, pensant en la possibilitat d'una segona oportunitat. Després pren consciència de la seva nova condició i decideix anomenar-se a ella mateixa Fénix. La nau amara a la Badia de Jamaica on apareix amb l'aspecte de Jean i els diu que ja no és la dona que coneixien, abans de desmaiar-se. Posteriorment es van enfrontar a Black Tom i el Juggernaut, Magneto, Erik the Red i la Guardia Imperial Shi'ar amb l'ajut dels Starjammers als que coneixen durant l'enfrontament i que estan liderats pel pare de Scott, que no el reconeix. Es veuen traslladats a l'interior del cristall M'Kraan i Fénix salva l'univers, que havia estat a punt de desaparèixer.
Un temps després, Wolverine va ser atacat per James MacDonald Hudson, amb la identitat de Weapon Alpha, tractant d'obligar-lo a tornar al Canadà. Altres membres de l'equip es van afegir a l'enfrontament, en el qual va resultar accidentalment ferida Moira. Atacat per mutants dels que no coneixia els poders, Hudson va decidir retirar-se teleportant-se.
Després d'un enfrontament amb Mesmero i una batalla amb Magneto dins d'un volcà Antàrtic, la majoria dels X-Men es van trobar a la Savage Land i es van separar de Fénix i la Bèstia, creient cada grup que els altres havien mort. Fénix i la Bèstia van tornar a l'escola per donar a Xavier les males notícies. Aquest va decidir acompanyar Lilandra a l'espai Shi'ar.
Després d'un llarg viatge que va dur al Japó a la resta del grup, Banshee va resultar ferit a les cordes vocals durant una batalla amb Moses Magnum, deixant-lo sense poder. Els X-Men van ser emboscats per Alpha Flight. Wolverine va decidir rendir-se i va ser posat en custòdia, però va escapar amb insultant facilitat. Quan finalment van tornar a casa, van trobar el professor X i el telèfon de la mansió desconnectat.
Els X-Men i Fénix es van retrobar amb la Bèstia descobrint així que Jean també havia sobreviscut. Es va retrobar amb ella a l'illa Muir lluitant amb Proteus, el fill mutant de Moira MacTaggert, amb el poder d'alterar la realitat. Banshee els va acompanyar per a la missió i va deixar els X-Men per quedar-se amb Moira.

### La Saga de Fénix Fosca

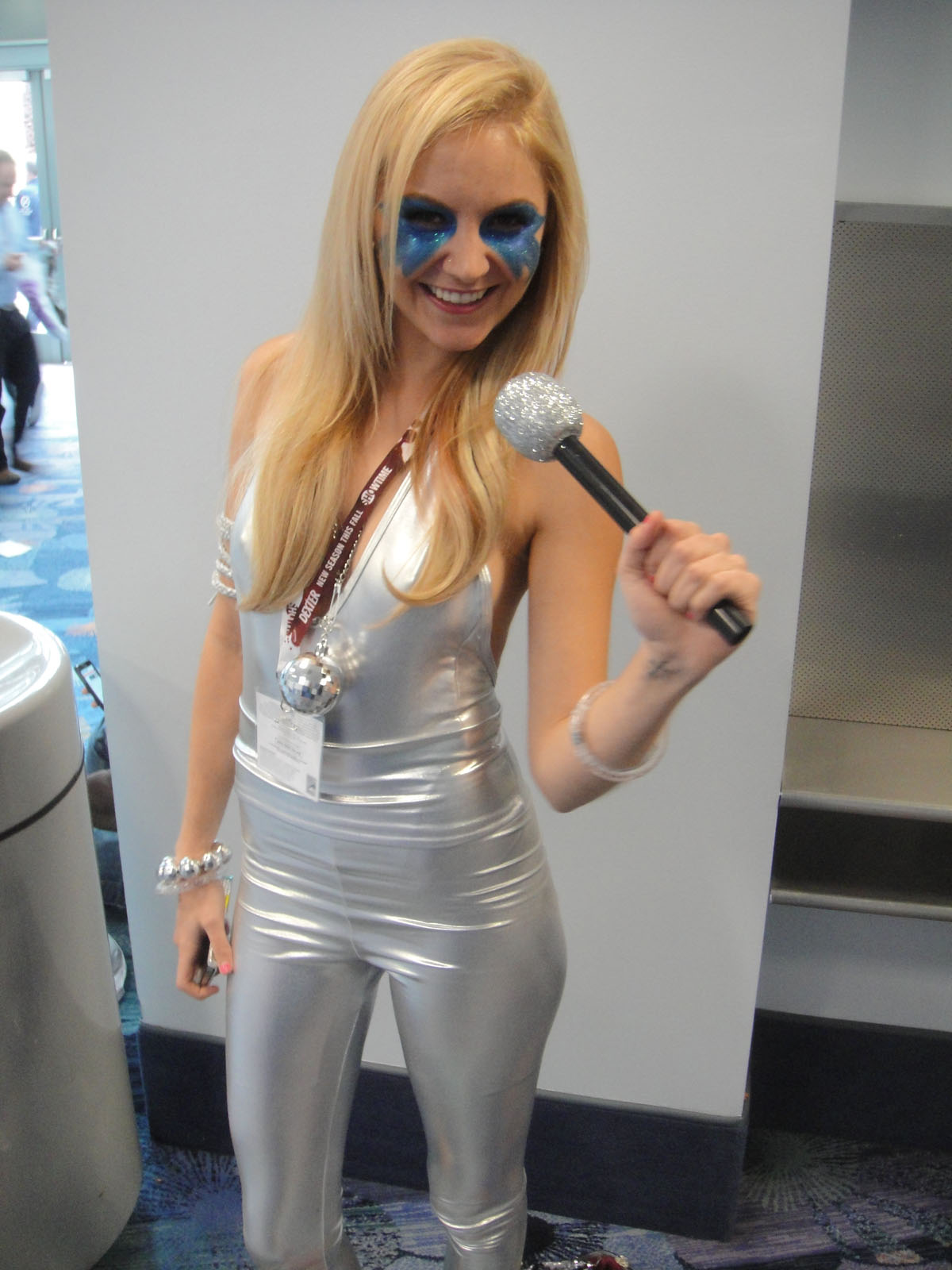
cosplayer de Dazzler amb una imatge molt semblada a l'original.

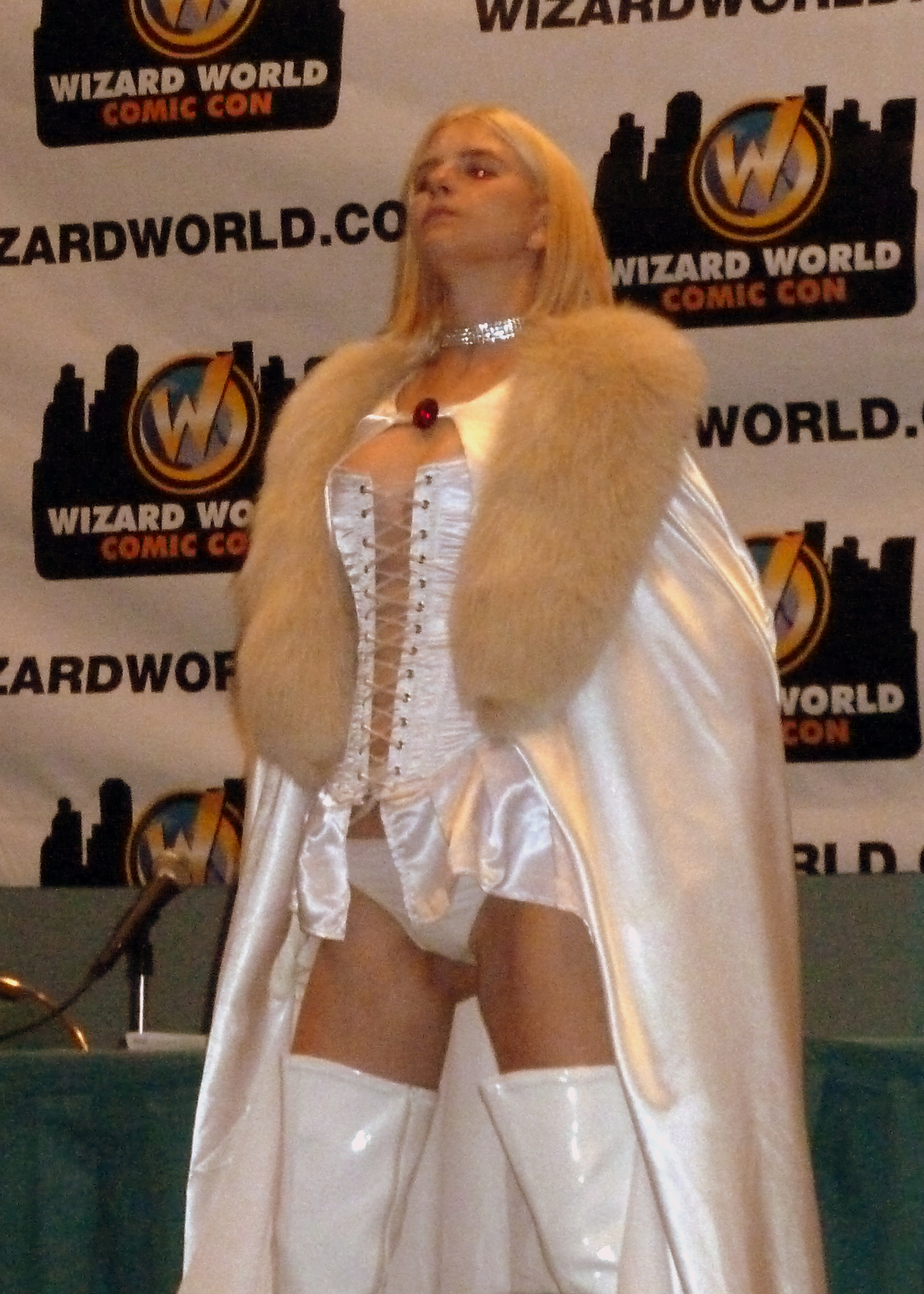
cosplayer de la Reina Blanca del Hellfire Club, Emma Frost amb un uniforme molt semblant a l'original.

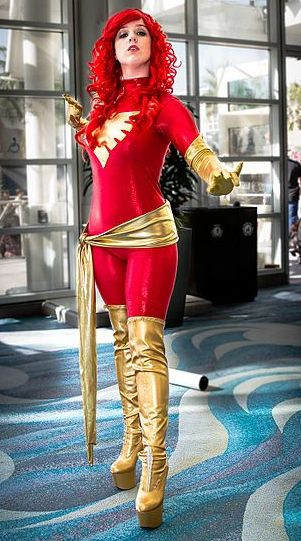
cosplayer de Fénix Fosca

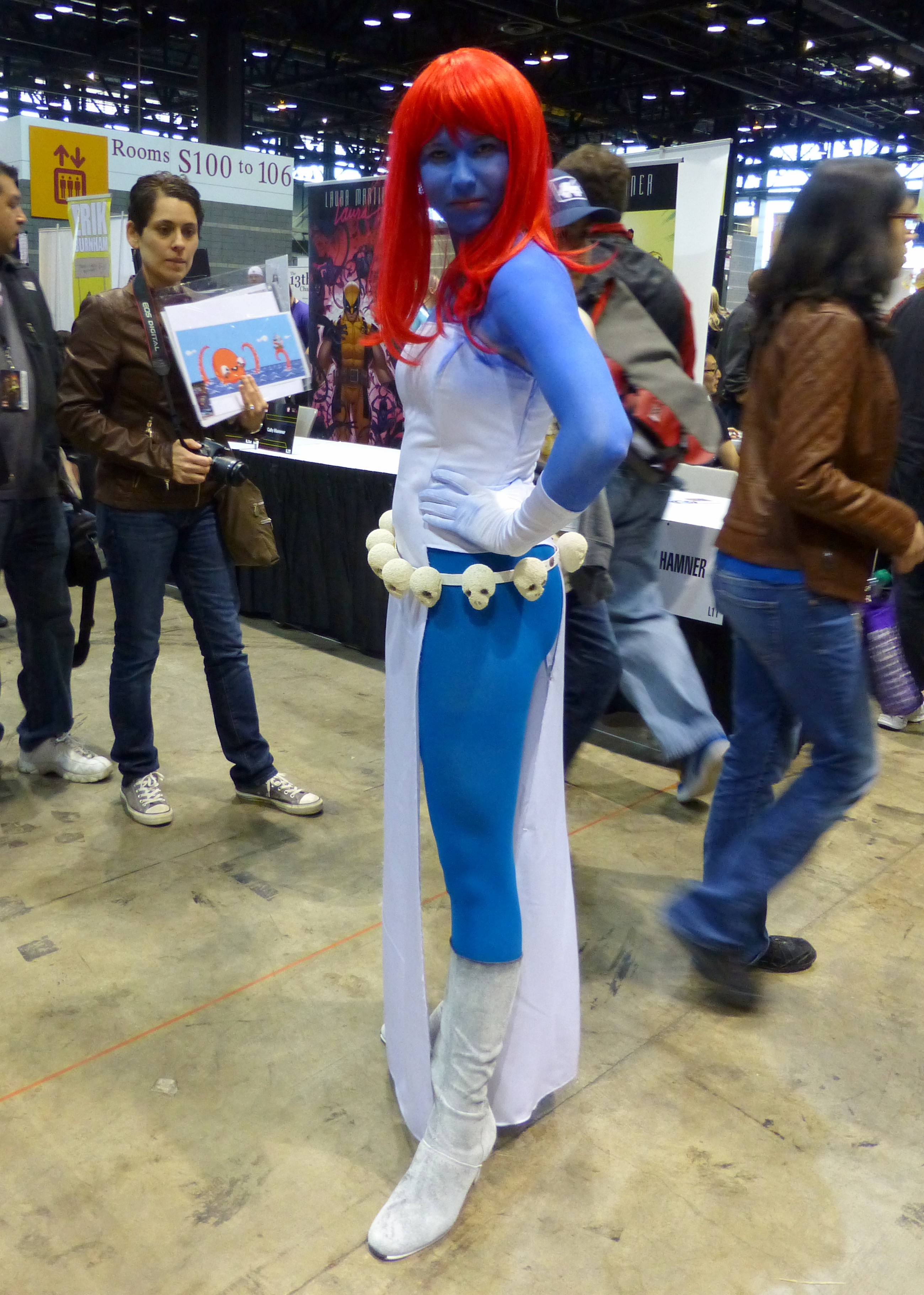
cosplayer de Mystique

El professor X va tornar a la terra a temps per contactar a Kitty Pryde avantçant-se a Emma Frost. També van conèixer a Dazzler, una altra mutant i van descobrir l'existència del Hellfire Club.
Quan Fénix creia que els X-Men estaven morts, va conèixer Jason Wyngarde, sense saber que era l'antic enemic del grup, Mastermind. Amb les seves il·lusions, utilitzant un dispositiu creat per Emma Frost, va fer-la creure que era realment Lady Gray, una avantpassada seva consort de Wyngarde. Així la va convèncer fàcilment per convertir-se en la Reina Negra del Hellfire Club mentre lluitaven amb els X-Men. Fénix es va alliberar del control de Wyngarde quan va veure una versió psíquica de Ciclop assassinada. Fénix va usar els seus poders per tornar boig Mastermind, va destruir el Blackbird i se'n va anar bruscament de la Terra. Buscant gaudir del mateix poder que havia sentit dins del cristal M'Kraan, Fénix va viatjar a una estrella llunyana i va absorbir la seva energia. El Sol es va convertir en nova, destruint un planeta proper habitat per cinc mil milions de D'bari.
Al seu retorn a la Terra, la Bèstia va dissenyar un neutralitzador per sotmetre l'entitat. Xavier va col·locar blocs mentals en la seva ment per reduir els poders de Fénix i permetre que Jean recuperés el control. Conscient de la massacre en el seu Imperi, els shi'ar van arribar a la Terra exigint la mort de Fénix. Xavier va invocar un duel irrefutable d'honor. Lilandra va acceptar permetent a la Guàrdia Imperial combatre als X-Men. Els mutants van caure un per un durant una llarga batalla a la Zona Blava de la Lluna. Amb només Ciclop i Fénix en peu, Summers va ser colpejat per energia. Els bloquejos mentals que Xavier havia posar a la ment de Fénix van ser destruïts i va poder utilitzar tot el seu poder. Lilandra va ordenar al Pla Omega, la destrucció total del Sistema Solar, després del retorn de Fénix. Per evitar la pèrdua de tot el sistema d'estrelles, Xavier va ordenar als X-Men derrotar a Fénix. La ment de Jean va recuperar el control una vegada més, només per activar una arma Kree suïcidant-se per evitar el desastre.
Després del funeral de Jean Grey, Kitty Pryde va anar a viure a l'escola com a nou membre del X-Men i Ciclop va deixar l'equip. Storm es va convertir en la nova líder en la seva absència. Els X-Men es va enfrontar a una nova Brotherhood of Evil Mutants liderada per Mistique per salvar la vida al senador Robert Kelly, advertits per la contrapartida de Kitty d'un futur dominat pels Sentinels.
Altres enemics d'aquesta època van ser el Doctor Doom i Magneto al Triangle de les Bermudes. Kitty va destruir l'ordinador central de la seva super-arma. Magneto li va llençar una descàrrega letal d'electricitat. Creient-la morta, es va horroritzar del que havia fet adonant-se que era pràcticament una nena. En aquell moment va arriba Storm disposada a venjarla, però Magneto, havia deixat de lluitar i li va dir que fes el que volgués, que no la detendria. Veient el seu penediment el va deixar escapar. Kitty es va recuperar i la batalla va reunir Ciclop amb l'equip.
Poc abans d'aquest enfrontament amb Magneto, Xavier va ajudar a Carol Danvers a recuperar els seus records, robats per Rogue, la més jove integrant de la Brotherhood de Mistique.

### La Saga dels Brood

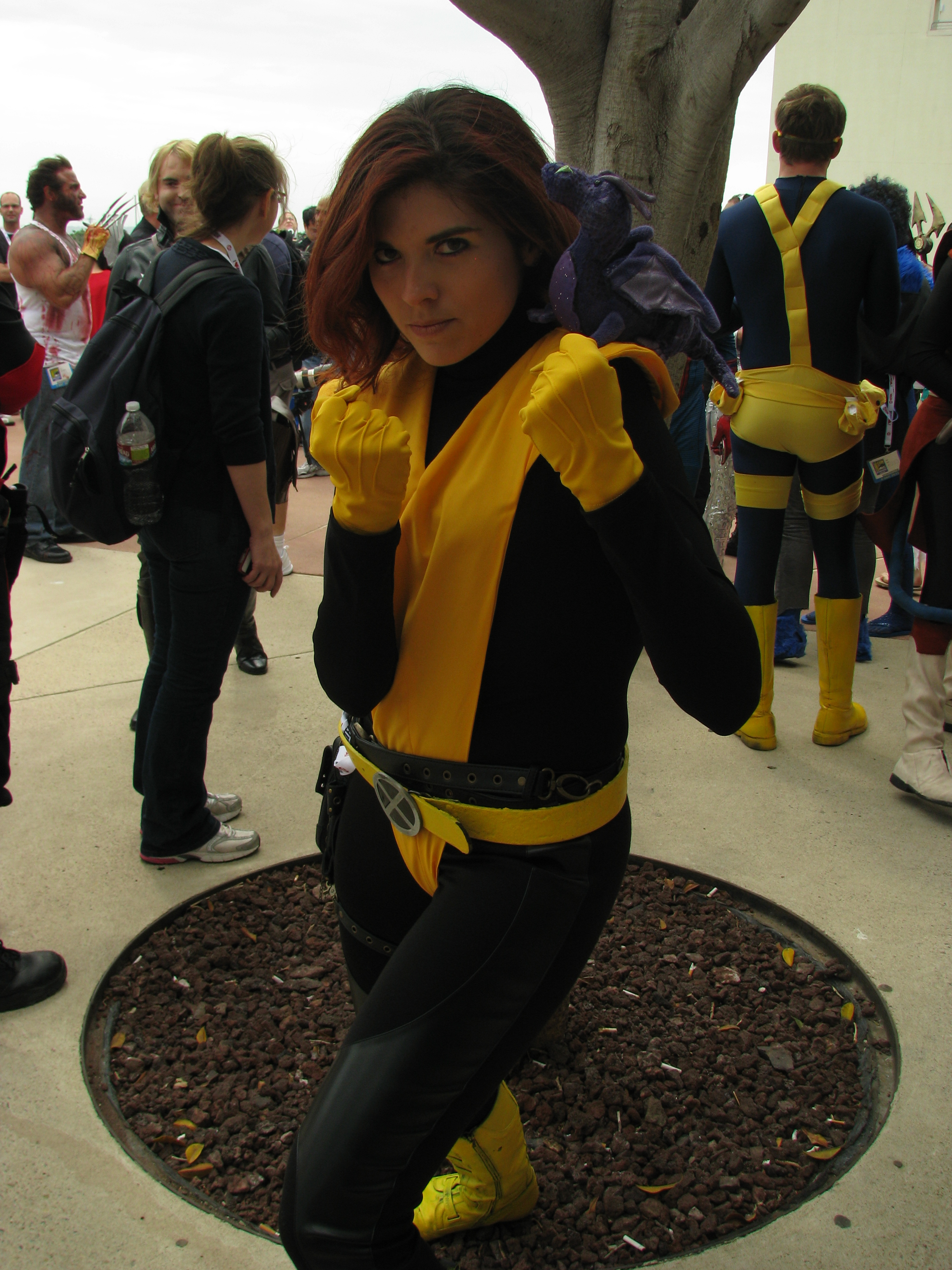
cosplayer de Kitty Pryde amb el drac Lockheed

Corsair dels Starjammers va tornar a la Terra buscant l'ajuda dels X-Men per aturar una rebel·lió contra l'Emperatriu Lilandra. Va contactar amb Ciclop a qui li va revelar que era el seu pare, segrestat pels Shi'ar dècades abans. Els X-Men van detenir la rebel·lió contra l'imperi shi'ar i van reunir Xavier amb Lilandra.

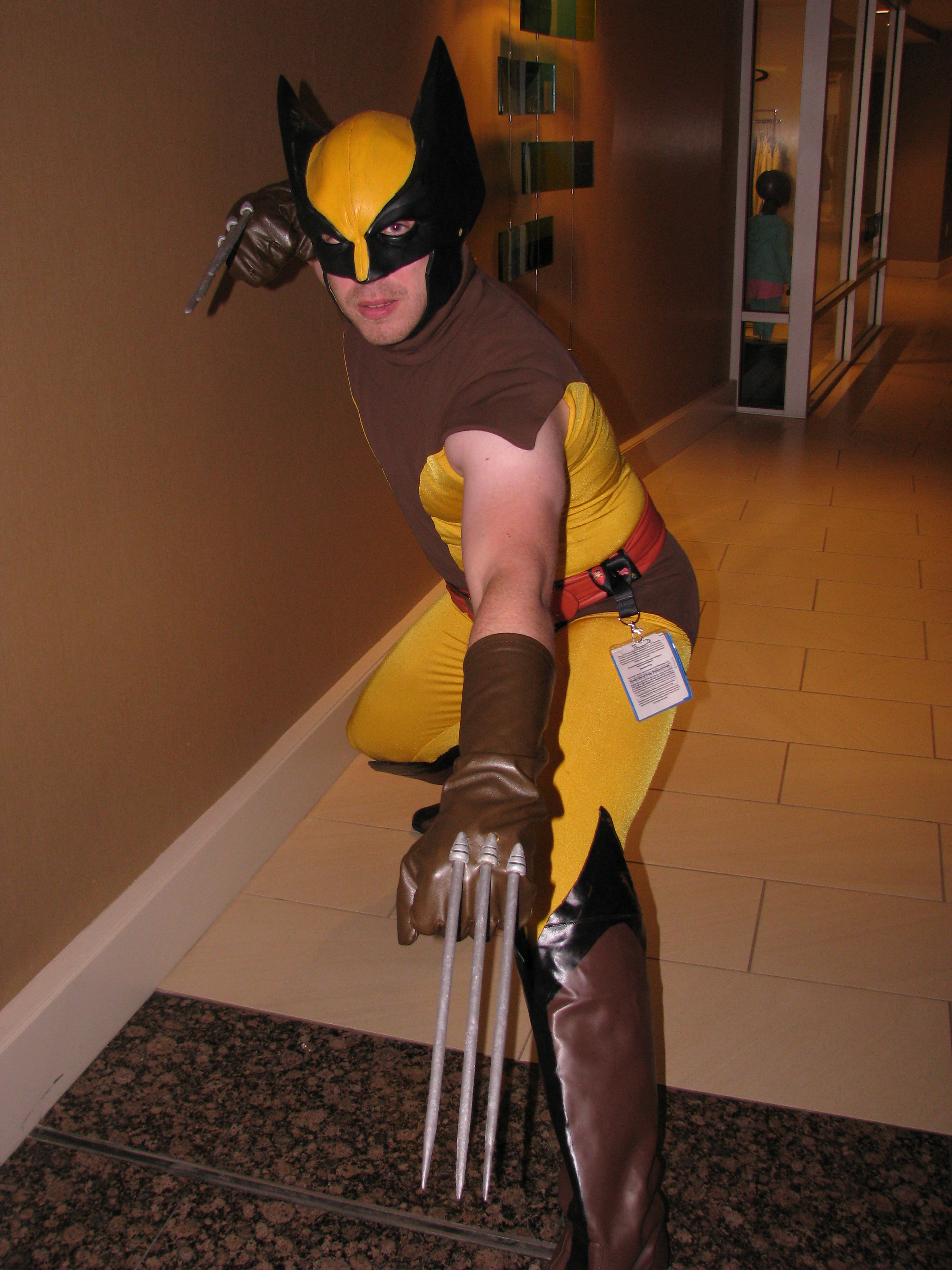
cosplayer de Wolverine amb el nou uniforme marró que va començar a portar en aquesta època

Poc després, Storm va ser mossegada per Dracula, però la seva voluntat es va imposar alliberant-se del seu control.
Durant un entrenament, Kitty va seguir a Illyana Rasputin, la germana petita de Colossus, a un temple on havia estat cridada per Belasco. Aquest li va donar a Illyana un medalló i li va augurar un gloriós destí quan les 5 pedres flotants siguin al seu lloc. La resta del grup els va trobar i va rescatar les seves amigues gràcies a la Storm d'una realitat alternativa, però Belasco agafa a Illyana i li impedeix tornar, teleportant-la per un cercle de pas. Kitty la troba, però descobreix que ha envellit 7 anys. Al seu talismà, 3 de les 5 pedres ja ocupen el seu lloc.
Els Brood van segrestar els X-Men, Lilandra i Carol Danvers. Viatjant per la galàxia cap al seu planeta, una Reina Brood va implantar embrions dins de tots ells. Interessat pel codi genètic únic de Danvers, van experimentar amb ella i es va convertir en Binary. Tot i que els X-Men van escapar del seu món, tot semblava perdut, ja que una vegada que els embrions maduressin, els seus amfitrions experimentarien una metamorfosi i es convertirien en un guerrer Brood. Storm va ser salvada per un jove Acanti, una gran criatura espacial similar a una balena i es va comunicar amb ella telepàticament. Els Acanti havien estat esclavitzats per la Brood i els utilitzava com naus estelars. Els X-Men es van comprometre a salvar la líder Acanti per salvar la seva espècie. Després d'alliberar l'ànima del líder Acanti del món dels Brood, els X-Men es van guarir. Abans de matar a la Reina Brood, Kitty Pryde va trobar el drac amistós Lockheed que la va seguir de tornada a la Terra. En aquest enfrontament van descobrir que hi havia un altre embrió reial, que només podia haver estat implantat en Xavier.
Durant el perllongat període en què van ser segrestats per la Brood, Xavier va creure que els X-Men havien estat assassinats. Moira MacTaggert el va convèncer de formar un nou equip de mutants adolescents que necessitaven la seva ajuda per controlar els seus poders. Els X-Men van tornar a la mansió i van descobrir que Xavier ja s'havia transformat en una de les Reines Brood. Derrotat i portat a bord del Starjammer, la ment de Xavier es va col·locar en un cos clonat, que amb el temps recuperaria la capacitat de caminar.

### Déu estima, l'home mata
El Reverend William Stryker va iniciar una croada religiosa contra els mutants, recolzat amb assassinats. Xavier s'enfronta a ell en un debat televisiu, però al sortir del debat va ser raptat juntament amb Storm i Ciclop, amb la intenció d'utilitzar els seus poders per acabar amb tots els mutants durant un últim acte multitudinari. Amb l'ajuda de Magneto, la resta del grup el va detindre, guanyant momentàniament el favor d'un sector del públic. Stryker va intentar matar a Kitty Pryde, però va rebre un tret d'un policia i va ser detingut. A la mansió, Xavier es rendeix als mètodes de Magneto, pero Ciclop parla per tots els X-Men i els diu que encara creuen en el seu somni. Magneto li demana a Xavier que s'uneixi a ell, però rebutja deixar als seus estudiants.

### Altes i baixes
Corsair, líder dels Starjammers va portar a Alaska als seus fills, Ciclop i Kaos, perquè coneguessin als seus avis. En el viatge Scott va conèixer Madelyne Pryor, que li va semblar idèntica a Jean Grey, es van enamorar i es van casar poc després.
Wolverine se'n va anar al Japó i es va prometre amb Mariko Yashida.
L'Àngel va ser capturat pels Morlocks i va caure en els seus túnels per ser el nuvi de Callisto. Storm va desafiar-la en combat a mort, que va guanyar, aconseguint el lideratge de la llibertat dels Morlocks i d'Àngel.

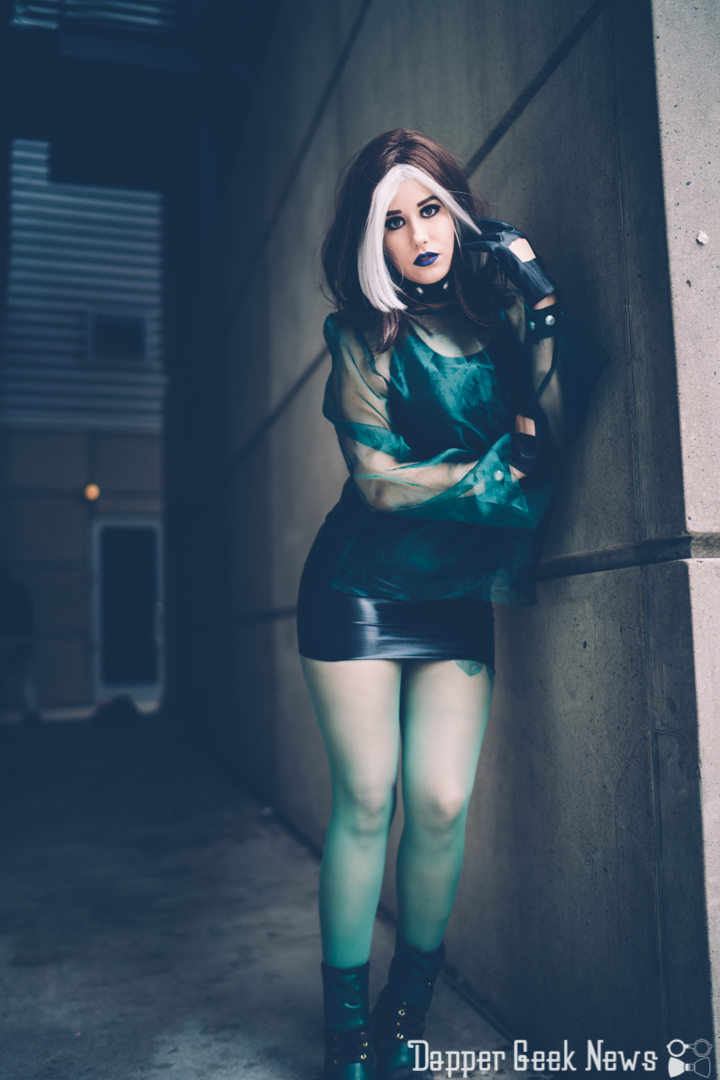
cosplayer de Rogue

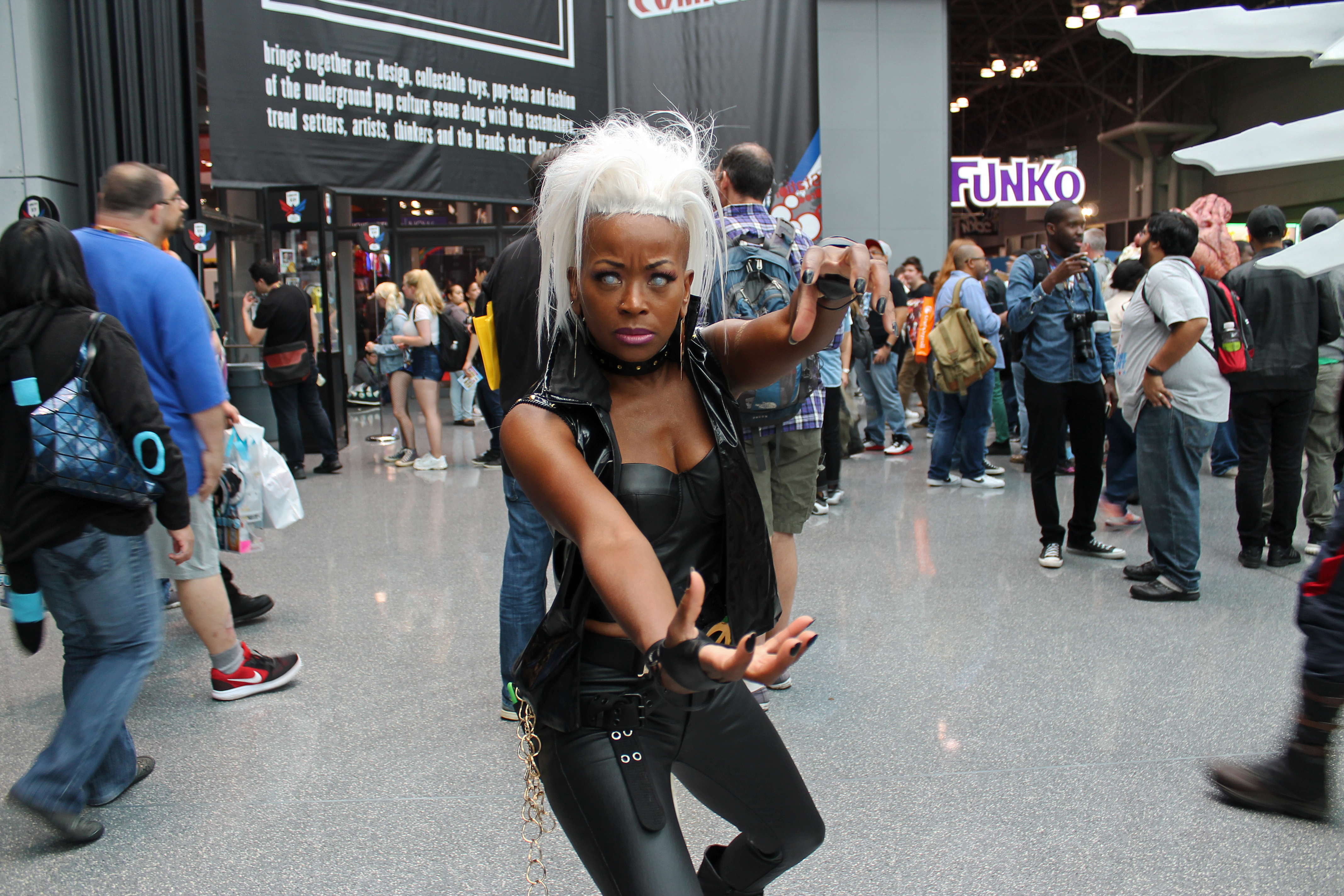
Storm va canviar radicalment la seva imatge després de fer amistat amb Yukio al Japó després d'enfrontar-se als Brood i a Callisto.

Rogue, que havia absorbit els poders i la personalitat de Ms. Marvel no podia controlar els seus poders ni podia distingir els seus records dels de Carol Danvers. Va demanar ajuda a Xavier i, tot i que havia estat una enemiga la va acceptar a l'escola, frontalment en contra de l'opinió dels X-Men, que li van dir que marxarien si l'acceptava. Xavier va aconseguir finalment convence'ls perquè es quedessin, i la única que se'n va anar va ser la pròpia Carol, que es va unir als Starjammers. El grup no la va començar a acceptar fins que va combatre al costat de Logan al Japó. Després de salvar-la, Mariko, influïda per Mastermind va anul·lar el seu compromís.
El grup, amb l'excepció de Kitty Pryde, va ser desaparèixer de la Terra, teleportat per una entitat còsmica que es feia anomenar Beyonder. Els va reunir amb un grup d'herois, on també estava Ciclop, compost pels Venjadors, els membres masculins dels 4 Fantàstics, Spiderman, Hulk i Magneto, al que Beyonder considerava un heroi. A una altra nau hi havia un grup de villans igualment poderòs. Utilitzant els seus poders, Beyonder va crear destruir una galaxia i va crear un planeta, que van anomenar Battleworld, a partir de fragments d'altres planetes. Magneto es va allunyar dels herois i posteriorment va aliar-se als X-Men.
Els herois van aconseguir tornar del Battleworld separats de Ciclop i Magneto. Colossus, que s'havia enamorat d'una noia que va trobar al planeta i va morir per salvar-lo, va trencar la seva relació amb Kitty.

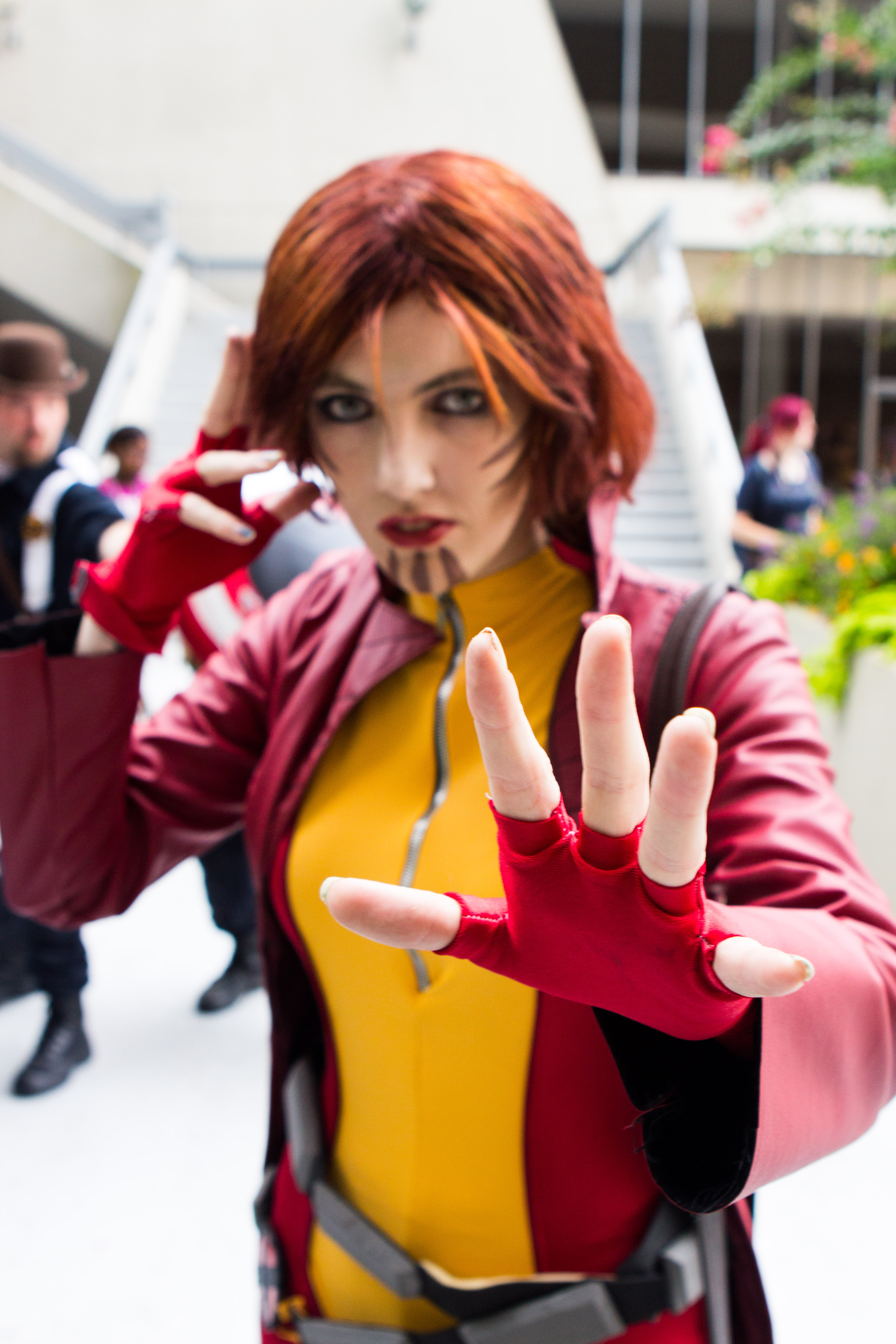
cosplayer de Rachel Summers

Poc després, Rachel Summers, la filla de Scott d'una dimensió alternativa, va viatjar en el temps i es va unir a l'equip. Uns agents gubernamentals, Henry Peter Gyrich i Valerie Cooper van voler deixar sense poders a Rogue amb un neutralitzador creat per l'inventor mutant Forja. Aquest va desviar el tret de Gyrich que va donar a Storm, deixant-la a ella sense poders. Forja va ajudar-la i es van enamorar, fins que Storm va descobrir que n'era l'inventor.
Xavier va ser atacat per un grup d'estudiants racistes que havien descobert que era mutant. El van deixar ferit en una bassa de sang i va ser arrossegat per un morlock per ajudar-lo. Com a conseqüència de les seves ferides, Xavier va deixar als seus estudiant al càrrec de Magneto, amb qui s'havia aliat arran de l'arribada de Beyonder a la Terra, abans de deixar la Terra al costat de la seva estimada Lilandra. Mentre, Madelyne Pryor va donar a llum el fill de Ciclop, Nathan Christopher Summers. Ciclop va deixar l'equip després d'enfrontar-se a duel amb Storm pel liderat que va guanyar ella tot i trobar-se sense poders.

### Histèria contra els mutans

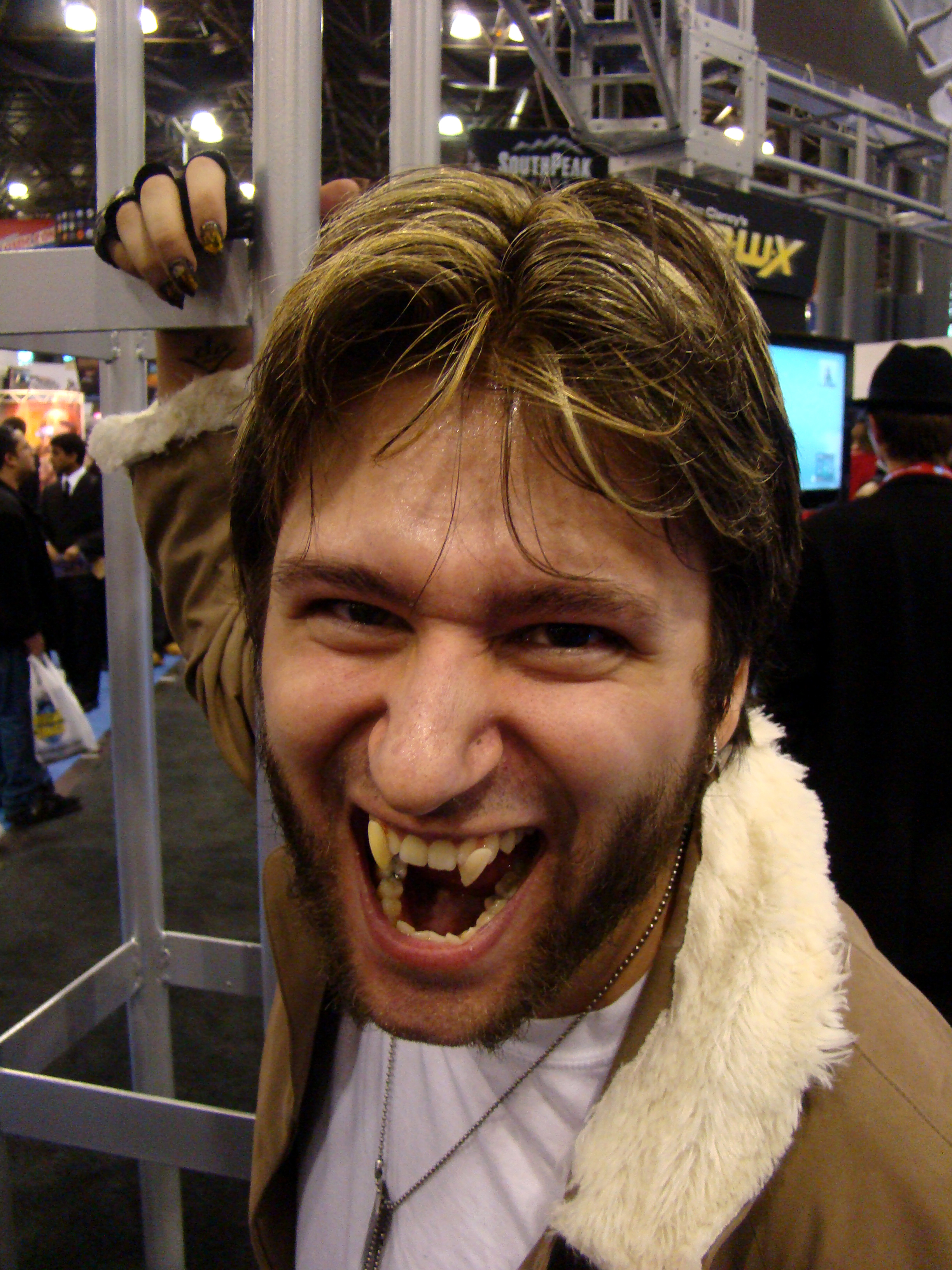
cosplayer de Sabretooth, el membre més conegut dels Marauders

Ciclop va ser contactat poc després per l'Àngel després que trobessin amb vida el cos de Jean Grey. Ciclop va abandonar la seva família i, amb els membres dels X-Men originals van formar un nou grup, X-Factor. Aconsellats per Cameron Hodge es van fer passar per caçadors de mutants amb la intenció d'ajudar-los. Així van rescatar alguns mutants com Rusty Collins, però van contribuir a la creixent història antimutant.
Atormentada per malsons, Rachel va intentar matar a Selene, la Reina Negra del Hellfire Club. Wolverine la va seguir i va intentar raonar amb ella convencent-la que no són assassins i no pot deixarla matar-la a sang freda. Fora de sí, li va dir que la única forma que tindria d'evitar-ho seria matant-la. Logan li va clavar les urpes a les entranyes. Poc després, Rachel va acceptar una proposta de Spiral.
Poc després hi va haver un atac contra als túnels dels morlocks. Un grup anomenat Marauders s'hi van introduir i van enfrentar-se als X-Men que hi van arribar massa tard per salvar-los a tots. Com a resultat de la batalla Colossus i Nightcrawler van resultar ferits i Kitty va ser víctima del seu propi poder sense poder deixar d'estar en fase. El grup va contactar amb Reed Richards, líder dels 4 Fantàstics per revertir el seu estat.
El judici a Magneto, ajornat després que Fenris l'ataqués destruint el propi jutjat es va reprendre després d'un enfrontament entre els X-Men, els Venjadors i els Supersoldats Soviètics. El tribunal, manipulat per Magneto, va declarar que no tenia jurisdicció sobre ell i el va deixar en llibertat. Magneto havia descobert que el jutge el volia utilitzar per provocar una guerra, però després de la sentència va descobrir que havia augmentat la histèria antimutant i que els plans del jutge passaven perquè després del veredicte fossin els humans qui la provoquessin.

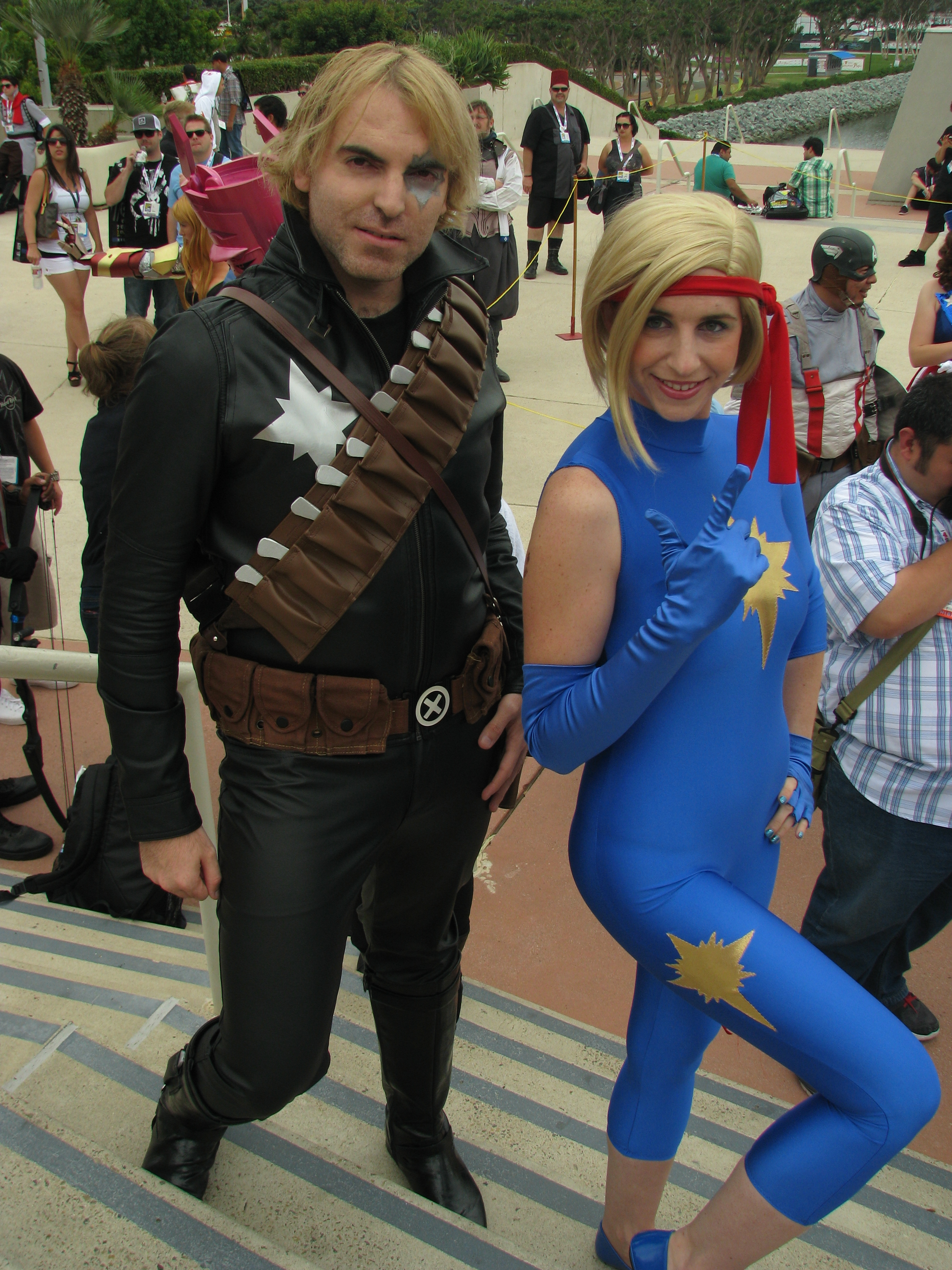
cosplayers de Longshot i Dazzler, amb l'uniforme que portava aquesta quan formava part dels X-Men

Posteriorment, Longshot, Dazzler, Psylocke i Havok van substituir els mutants ferits. Després de recuperar-se, Shadowcat i Nightcrawler van formar Excalibur, juntament amb Rachel, Captain Britain i la seva parella, Meggan.

### Fall of the Mutants i Inferno

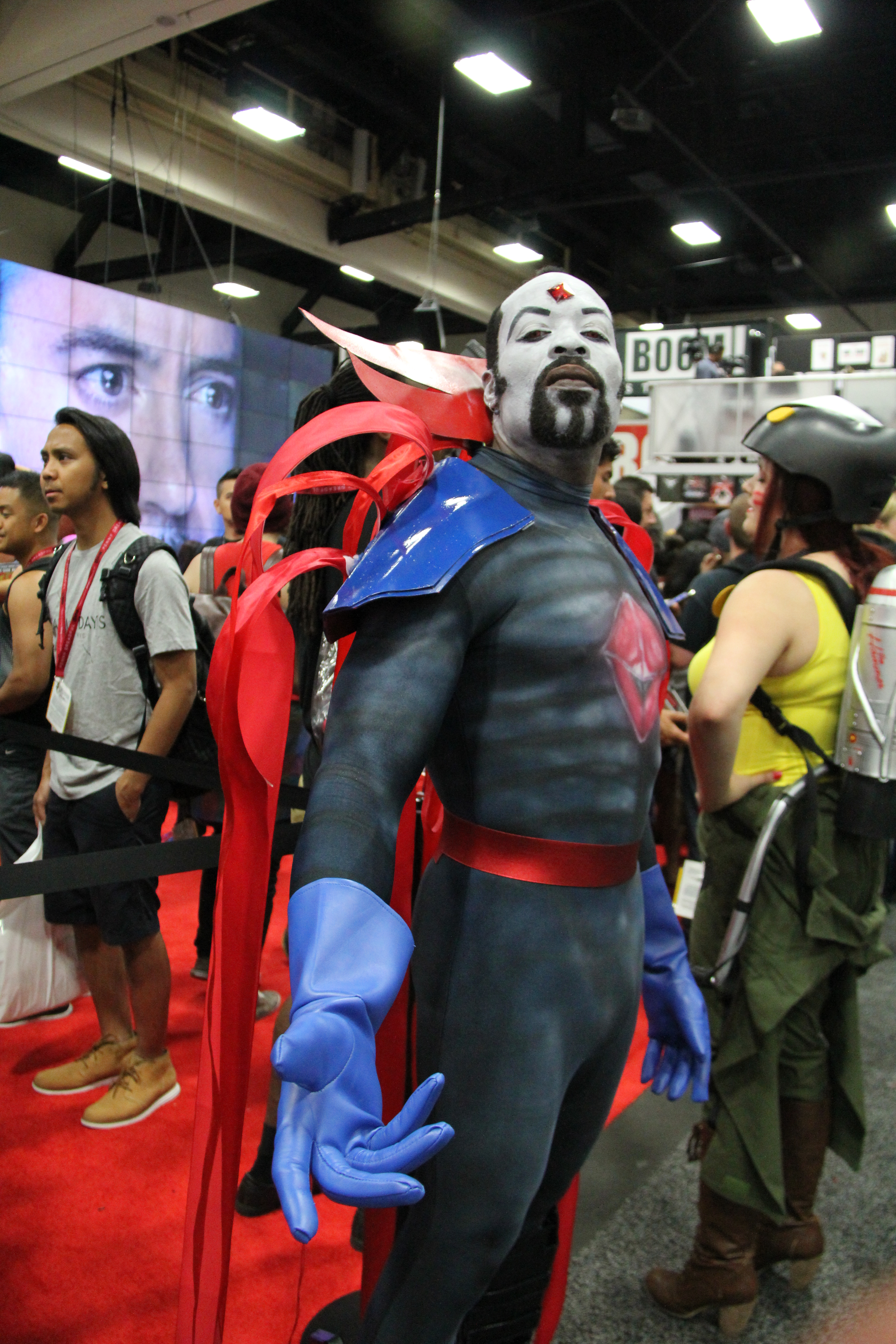
cosplayer de Mister Sinister.

Storm va deixar temporalment l'equip per trobar a Forge esperant que aquest pogués recuperar els seus poders, deixant a Wolverine com líder. Enganyada per Nace, posseït per una entitat anomenada Adversary, va ser necessari el sacrifici de tot el grup i de Madelyne Pryor per derrotar-lo, però van ser ressuscitats per Lady Roma. Durant un llarg període el grup va actuar clandestinament aprofitant que el món els creia morts i mitjançant els poders de Gateway de crear portals de teleportació.
El grup va tornar a Nova York durant la crisis Inferno. Madelyne Pryor va ser descoberta com un clon creat per Mister Sinister al que hi va entrar part de la Força Fénix després de suïcidar-se a la Lluna. Pryor havia arribat a un acord amb el dimoni N'Astirh per convertir-se en la Goblin Queen. Les intencions de N'Astirh de sacrificar al seu fill Nathan perquè els dimonis puguin viatjar lliurement a la Terra es van fer evidents quan els seus encanteris van convertir lentament la ciutat de Nova York en un malson infernal. Els X-Men es van retrobar amb X-Factor i van descobrir que Jean seguia viva, el que només era conegut secretament per Wolverine, gràcies als seus sentits. Els dos grups, després d'haver estat enfrontats els uns als altres, van derrotar els dimonis. Pryor va suïcidar-se després de conèixer el seu origen i es va matar en intentant portar-se Jean Grey amb ella. Jean va sobreviure i va absorbir l'essència de Fénix que es trobava dins de Madelyne.
Poc després, la jove Jubilee va seguir les noies del grup per un portal creat per Gateway.

### Dividits
Nimrod fusionat amb Mastermold (el Sentinels original que va servir de model pels altres) va atacar els X-Men. Només Dazzler i Rogue van quedar dempeus. Dazzler va llançar el Siege Perilous darrere del Sentinel amb l'esperança que el seu enemic seria xuclat pel portal. Mentre apareixia el portal, aquest va anar-se ancorant a terra i va agafar Rogue mentre intentava endur-se-la. Sense cap més remei, Dazzler els va fer saltar tots dos pel portal.
Amb moltes baixes, bona part del grup va entrar al Siege Perilous, obligats per Psylocke. Jubilee, que es mantenia amagada del grup, va rescatar a Wolverine, crucificat pels Reavers liderats per Donald Pierce, i el va ajudar a escapar d'aquests.

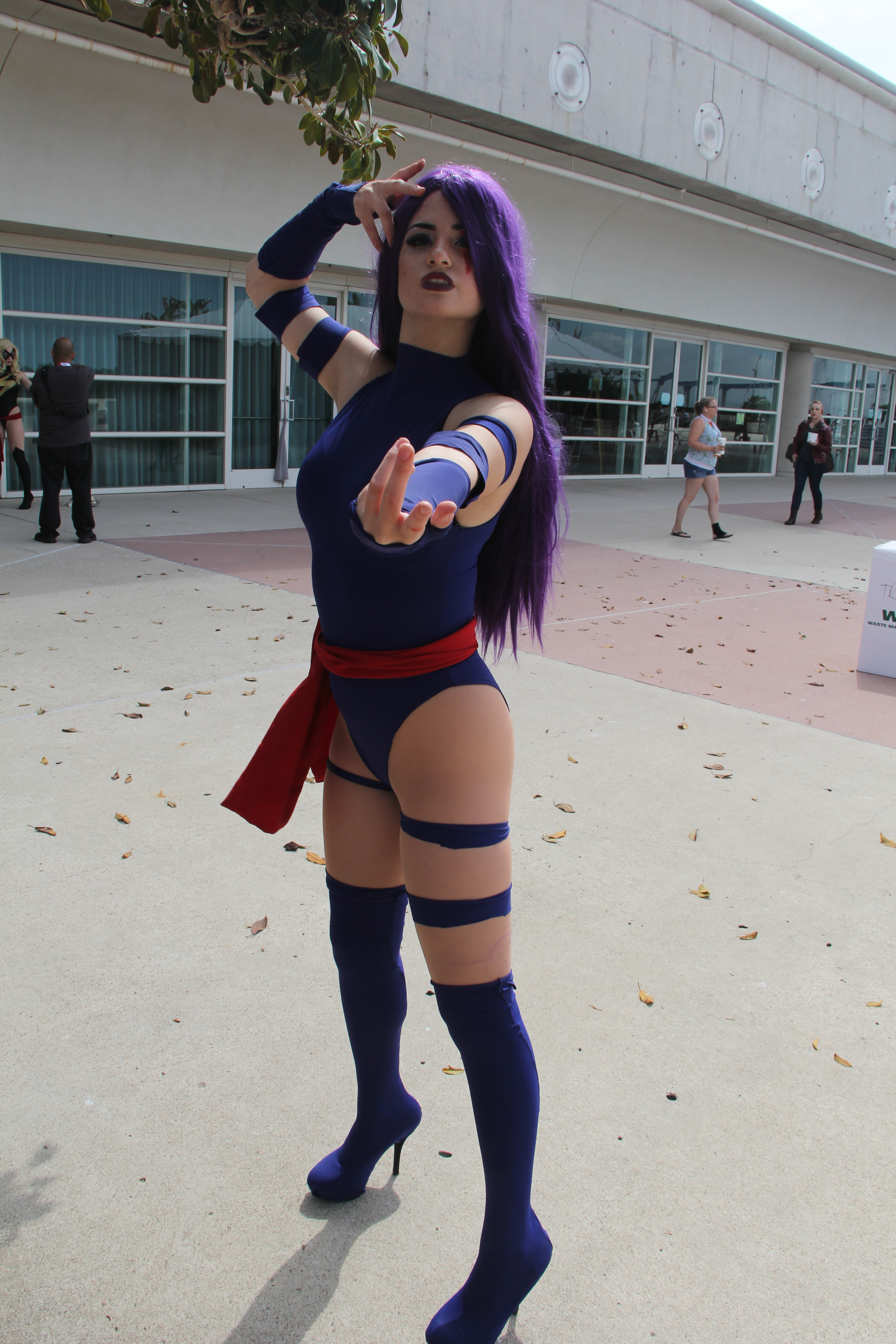
cosplayer de Psylocke després de l'intercanvi de cossos amb Kwannon.

Mentrestant, Polaris va pujar a un vaixell de càrrega per tornar a casa. Amb els seus poders magnètics robats per Zaladane i reemplaçats per un canvi de mida incòmode i invulnerabilitat, Lorna no podia simplement tornar amb els seus amics. Es va adonar que els mariners començaven a actuar estrany i que el seu cos s'havia convertit en un nexe d'energia emocional negativa. Quan el caos va irrompre a bord, Lorna es va posar en contacte amb l'Illa Muir per demanar ajudar i Banshee va anar rescatar-la. Lorna va informar als residents de l'illa de Muir que els X-Men estaven vius, però es va produir un setge sobtat abans que es pogués fer qualsevol cosa. Es va formar un grup provisional de X-Men per protegir els aliats dels mutants que vivien a l'illa contra un atac dels Reavers. Lorna es va unir als mutants Forge, Banshee, Multiple Man, Siryn, el morlock Sunder, Amanda Sefton, Legion, ajudats pels humans sense poders Sharon Friedlander, Tom Corsi, Alysande Stuart i Moira MacTaggart per defensar el centre de recerca. Val Cooper va enviar la Freedom Force per ajudar. Tot i que l'atac va ser rebutjat, Sunder i Stonewall, de la Freedom Force, van ser assassinats pels cyborgs, mentre que Destiny va ser assassinada per Legion, posseït pel Shadow King.
Psylocke va ser trobada nua i amnèsica pels agents de la Hand. La seva ment i la seva ànima es van traslladar al cos asiàtic de Kwannon, i li van rentar el cervell per convertir-la en Lady Mandarin. En una missió, va enfrontar-se a Wolverine, i en atacar-lo amb el seu ganivet psíquic, la reacció dels records dels X-Men va començar a alliberar-la del control de la Hand.
Banshee va començar a buscar als X-Men i va trobar a Colossus sense memòria exercent feliç com artista i començant una relació amb Callisto.

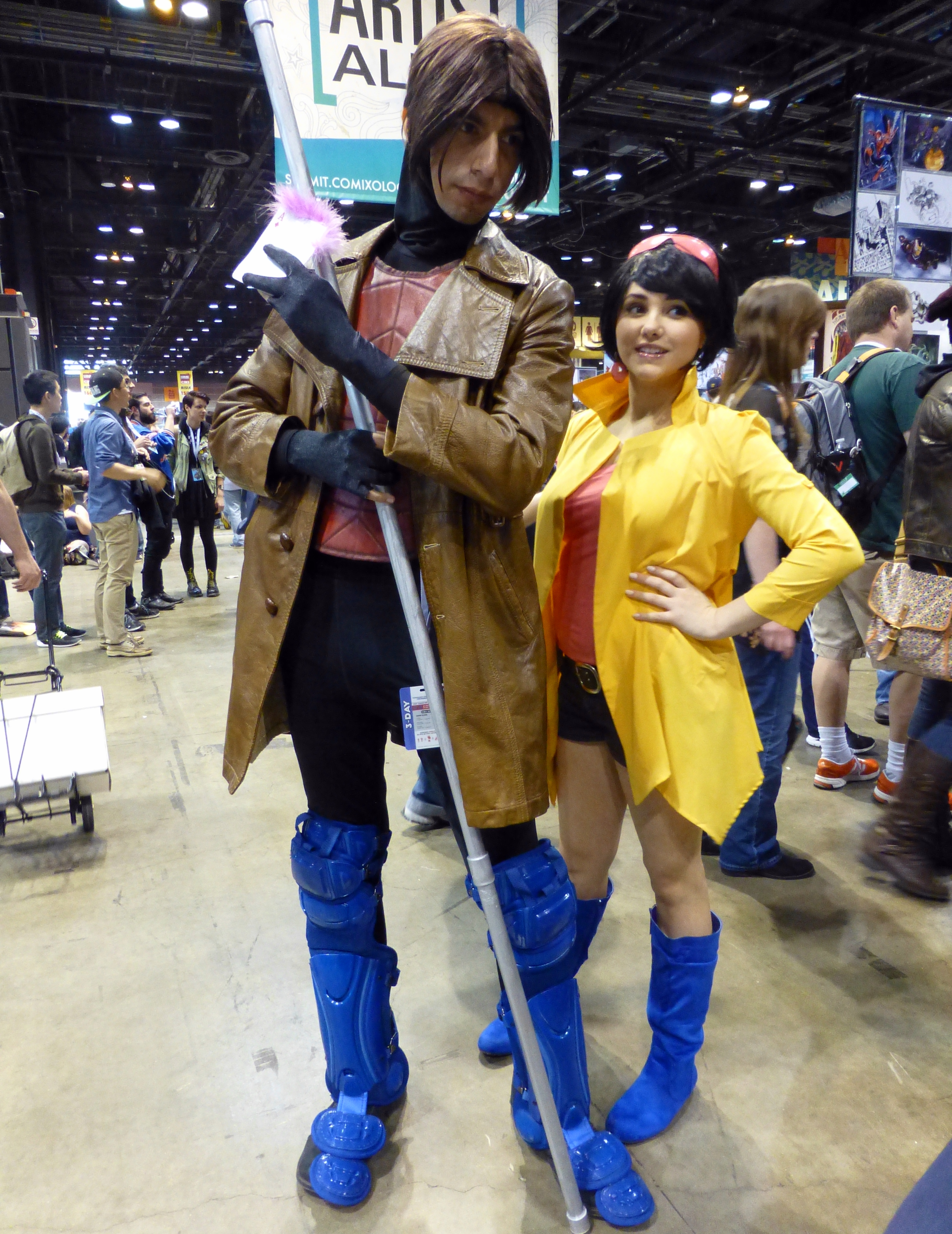
cosplayers de Gambit i Jubilee.

Storm, que es creia havia estat assassinada per Nanny, havia estat rejovenida fins a l'edat preadolescent; perdent els records de la seva vida adulta en el procés, tornant a ser una buidabutxaques. Va conèixer a Gambit i van començar una associació, robant els rics i donant als pobres. Trobats per Nanny al poc temps, els dos la van derrotar i, tot i que els records d'Ororo van retornar, va romandre com una criatura. Ororo va tornar amb els X-Men amb Gambit.
Magneto s'havia quedat al marge en no estar present a Dallas. Es va retrobar amb Rogue a la Savage Land i van tenir un apropament que va acabar quan va assassinar dos enemics: el coronel Semyanov i Zaladane.

### X-Tinction Agenda i La Batalla de l'Illa Muir
Amb l'excepció de Rogue, el grup es reuniria a Genosha on també es van trobar novament amb X-Factor que, després de la Batalla de l'Illa Muir, van tornar al grup. També es van retrobar amb els New Mutants, que van perdre a Warlock després que Cameron Hodge intentés que li transferís els seus poders de transformació. David Moreau va donar a Storm la capacitat de retornar als mutants els seus poders en lloc d'una mutació. Una magistrada rebel va portar Storm als X-Men i, mentre utilitzava els seus poders, Ororo va tornar a ser adulta i va recuperar els seus poders. A continuació, Ororo va restaurar les capacitats dels seus companys i tots van escapar i van començar a buscar a Hodge, qui ja havia descobert la traïció de Moreau i el va matar Havok i Ciclop el van esquarterar i Rictor va tirar la Ciutadella sobre seu però sense que ho sabessin llavors, Hodge va sobreviure.
Poc després Xavier va tornar a la Terra al descobrir l'amenaça del Shadow King qui havia estat estenent onades d'odi arreu del món. Moira MacTaggart havia estat entrenant l'equip d'"X-Men" de l'Illa Muir, i els nous visitants Rogue i Lila Cheney havien pres la seva residència i participaven en duels. Quan els mutants van arribar a investigar, van ser sorpresos i derrotats pels residents de l'illa controlats per Shadow King. Xavier va contactar amb X-Factor. A Westchester, Stevie Hunter va ser atacada per un posseït Colossus. Xavier no va trobar cap manera de trencar el control de Shadow King sobre ell, excepte esborrar completament la personalitat de Peter Nicholas. Charles llavors va demanar als seus estudiants originals, X-Factor, que rescatessin l'actual equip dels X-Men. Amb la seva ajuda van aconseguir derrotar-lo, però durant la batalla amb Shadow King, Xavier va tornar a quedar invàlid. Poc després, va convencer a Havok perquè liderès un nou equip d'X-Factor.

### Equips Or i Blau

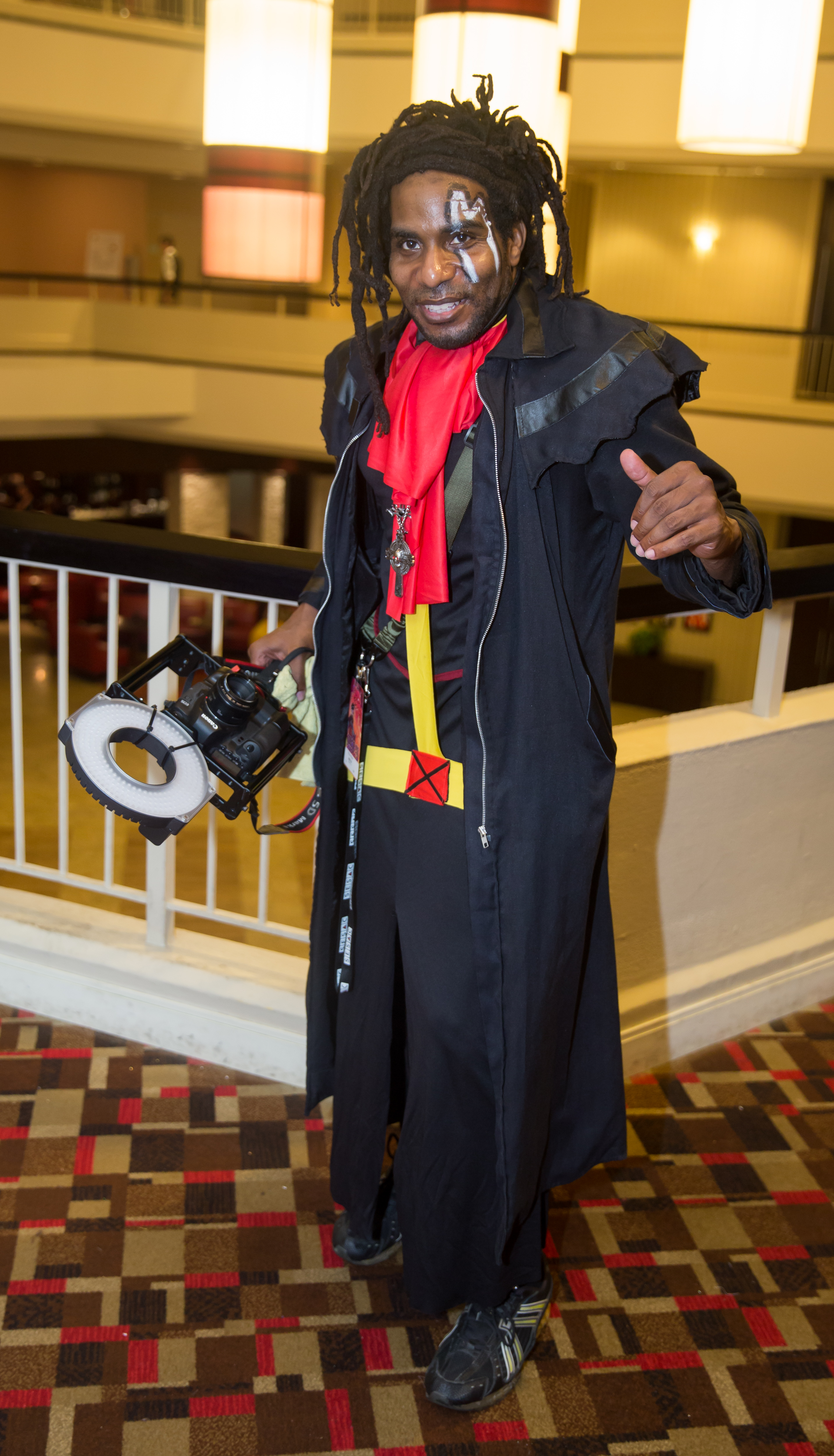
Cosplayer de Bishop.

Donat el gran nombre d'integrants, es van dividir en dos equips: l'equip Or dirigit per Storm (que compta amb Jean Grey, Iceman, Colossus y Arcàngel) i l'equip Blau, dirigit per Ciclop (amb Wolverine, Rogue, Beast, Gambit i Psylocke).
Al seu debut com dos equips, es van haver d'enfrontar novament amb Magneto qui després d'admetre a un grup d'acòlits, havia descobert que Moira MacTaggert havia manipulat el seu codi genètic i li va obligar a fer el mateix amb un grup dels X-Men perquè l'obeïssin. L'altre es va enfrontar a ell i els acòlits. Magneto va semblar morir en ser destruït l'Asteroide M on es trobaven.
L'equip Or va assistir al Hellfire Club on Emma Frost, la Reina Blanca, va explicar que ella i altres membres del Club eren objectius d'assassinat i van buscar l'ajuda dels seus antics enemics. Poc després, va arribar Trevor Fitzroy i va començar a atacar a Frost i els seus estudiants, els Hellions. A Austràlia, Donald Pierce va ser atacat pels Sentinels de Fitzroy. Gateway va teletransportar Pierce cap a Nova York, juntament amb tres dels sentinels atacants. Els sentinels van semblar que van matar a Frost, Pierce i Jean Gray. Fitzroy va drenar la vida de tots els Hellions que pogués sotmetre, matant a tots els estudiants de Frost.
Tornant el seu cos a la Mansió, Xavier es va adonar que la consciència de Jean havia estat traslladada al cos d'Emma Frost. Jean es va despertar mentre es trobava sota la custòdia de Fitzroy i Shinobi Shaw, que es van revelar que eren membres dels Upstarts. Aquests competien en un concurs d'assassinat a càrrec del Gamesmaster. Els seus primers objectius eren els antics i actuals membres del Club Hellfire, i Fitzroy creia que havia guanyat i tenia dret a executar el Upstarts. Jean va sorprendre els dos mitjançant la telekinesi, un poder que Emma Frost no tenia, i es va escapar amb els X-Men. Fitzroy va utilitzar l'essència de la vida dels Hellions per obrir un portal al futur i va portar alguns aliats. Bishop, un mutant nascut al segle xxi, va arribar al seu lloc. Fitzroy es va escapar i Bishop va unir-se als X-Men del present.
Van seguir les batalles amb Omega Red (membre del programa del Super Soldat soviètic) i Hazard.

### X-Cutioner Song

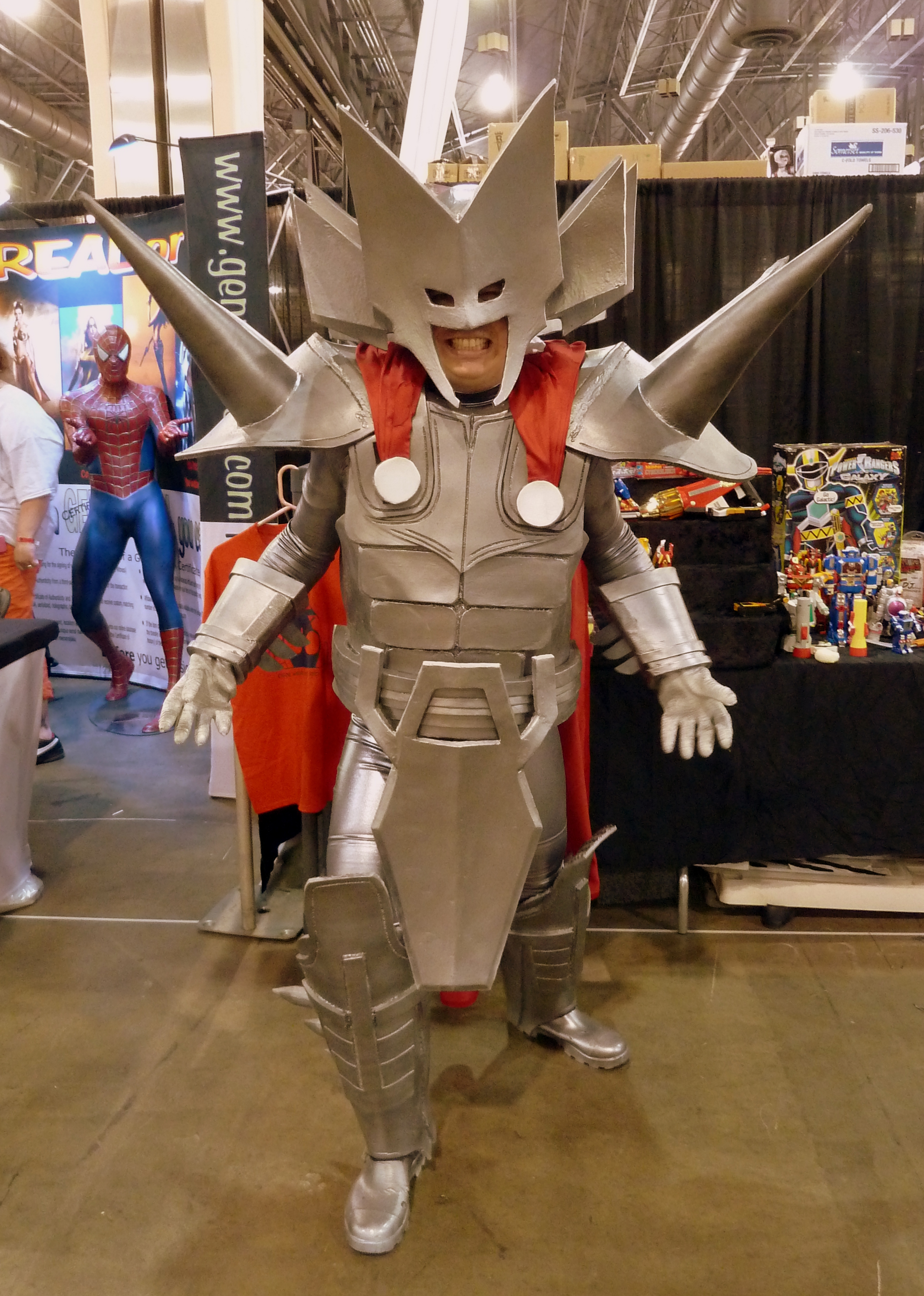
cosplayer de Stryfe.

Els dos equips es van reunir quan el professor X va ser afusellat mentre pronunciava un discurs durant un concert de pau de Lila Cheney. Stryfe (sense màscara amb el mateix aspecte que Cable) va disparar a Xavier i el va infectar amb un virus tecno-orgànic. Simultàniament, Ciclop i Jean Gray van ser segrestats a Westchester i lliurats a Mister Sinister, qui els va lliurar a Stryfe a canvi d'un misteriós contenidor.
L'equip d'or va buscar Scott i Jean, mentre que l'equip blau es va unir a X-Factor a la caça de X-Force, l'equip que liderava Cable per obtenir informació sobre el parador d'aquest. Cable va convèncer Wolverine i Bishop que va ser Stryfe qui va disparar a Xavier i no ell, revelant que tots dos eren del futur i havien estat enemics durant molt de temps.
Wolverine va rebre un subconscient missatge telepàtic de Jean, deixant entreveure que la mantenien captiva a la Lluna. Els X-Men van trobar la base de la Lluna de Stryfe i van llançar un atac. Scott i Jean van ser rescatats, tot i que Cable va desaparèixer amb Stryfe en el temps. Mentrestant, Sinister obria el seu contenidor per no trobar res al seu interior. Aviat es va descobrir que havia obert una caixa de Pandora amb la venjança final de Stryfe al clan Summers: el virus Legacy que infecta els mutants.

### Fatal Attractions
Després de l'intent d'assassinat, els X-Men semblen estar tractant una crisi després d'una altra sense pausa. Magneto va ressorgir viu i amb un nou Acòlit com a líder: Exodus, autoproclamat com veu de Magneto. Magneto preparava una guerra total contra la humanitat després de descobrir que els protocols de Magneto, un pla per modificar el camp electromagnètic de la Terra per inhibir els seus poders, s'havia activat. Devastat per la mort de la seva germana pel virus Legacy, Colossus va perdre la fe en el somni de Xavier i va decidir unir-se a Magneto i provar el seu camí.
La resta dels X-Men es van quedar al costat del seu mentor i van atacar Magneto a la seva nova base espacial Avalon quan va començar a enviar les ones massives E.M.P. al món. Jean i Xavier el van atacar telepàticament, mentre Wolverine defensava Quicksilver per protegir-lo del seu pare. Ferit i furiós, Magneto va arrencar l'adamantium enllaçat a l'esquelet de Logan del seu cos i el va deixar a prop de la mort. No podent fer front a la violència del seu antic amic Xavier va apagar la ment de Magneto, deixant-lo en mode vegetatiu. Colossus es va quedar amb el seu líder, per tenir-ne cura fins que sanés.
Quan Wolverine va deixar l'equip per les seves ferides que sobrecarregaven el seu poder curatiu, Sabretooth va anar a la mansió per a la seva rehabilitació. Poc després, Scott i Jean es van casar finalment. Van passar la seva lluna de mel criant el seu fill Nathan Summers en un futur llunyà.

### Phalanx Covenant

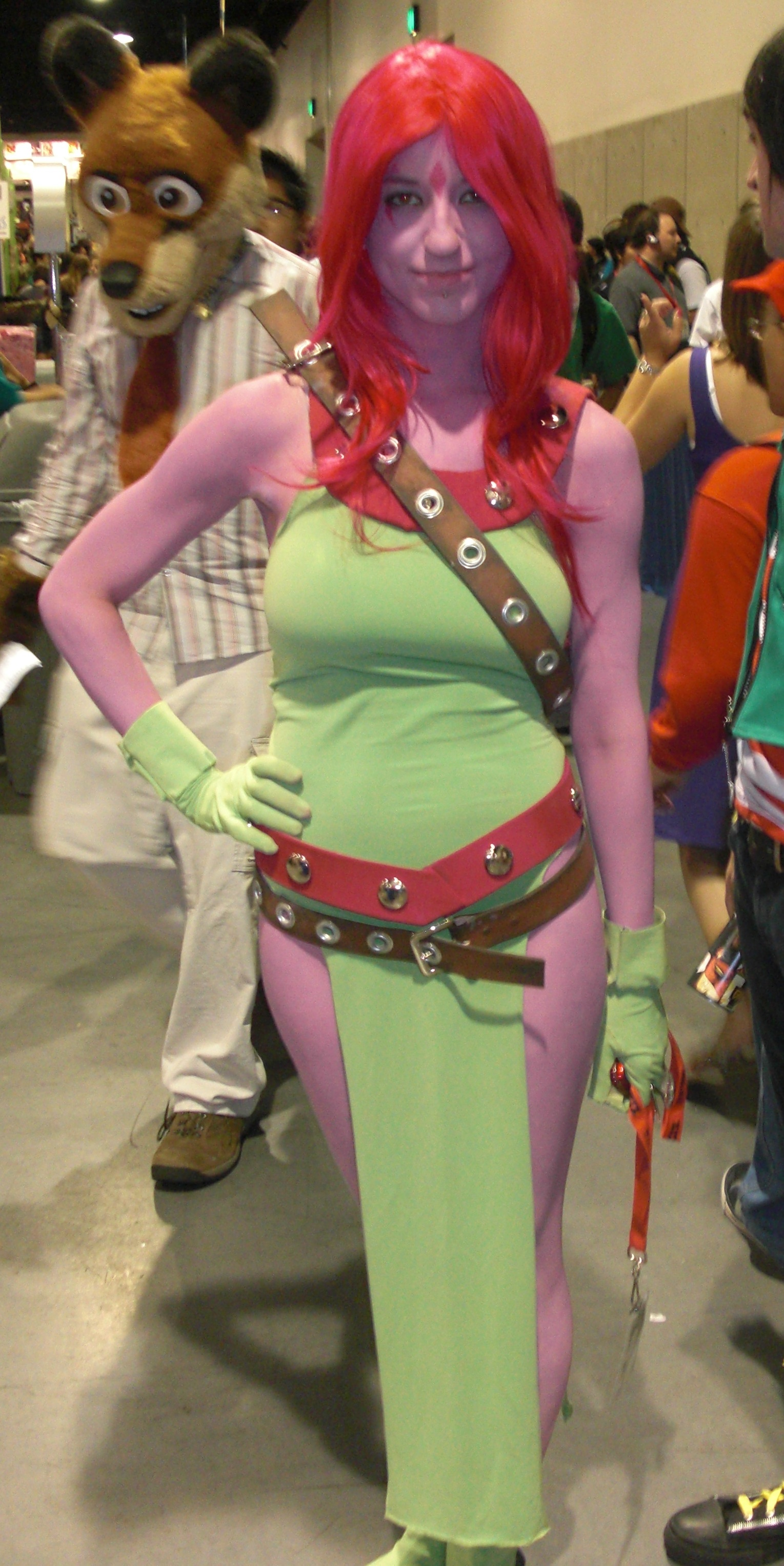
Cosplayer de Blink, personatge de curta durada a l'Univers Marvel, que va tenir contrapartida a Age of Apocalypse i posteriorment va formar part dels Exiles.

Poc després, els X-Men es van enfrontar amb la Phalange, una raça tecno-orgànica que va tractar de dominar el món i va assumir la forma de diversos X-Men. Banshee va aconseguir escapar juntament amb el captiu Sabretooth, Emma Frost, i la més jove del grup Jubilee. Banshee va descobrir que Phlange anava darrera de la següent generació de mutants, amb la qual volia experimentar i, finalment, absorbir els joves mutants en el seu col·lectiu. Sean i Emma van salvar els mutants joves, però només amb el sacrifici de la jove Blink. Els adolescents mutants supervivents, als que s'hi va unir Jubilee, es van convertir en la Generation X i Banshee i Frost es van convertir en els seus tutors per ensenyar-los a usar els seus poders mutants a l'Acadèmia de Massachusetts.

### Legion Quest
Legion, el fill de Xavier, finalment desperta del seu estat catatònic més poderós i trastornat que mai. Creient que el responsable d'l'odi dels humans cap als mutants i que el somni del seu pare no prosperi, és Magneto, viatja al passat utilitzant els seus poders en un intent de detenir a Magneto abans que faci malbé el somni de Xavier. Però el Xavier del passat intervé per salvar Magneto, sent ell qui mor en el seu lloc. Amb el seu pare mort abans d'engendrar-lo i de crear els X-Men, Legion es va esvair juntament amb la resta dels X-Men. Només Bishop, anomalia temporal, roman. Al present, una onada cristal·lina va sortir del cristall M'Kraan i va eliminar tota la realitat.

### Age of Apocalypse
La mort de Xavier crea una terra alternativa dominada per Apocalypse. Els X-Men, organitzats per Magneto, són una força rebel contra Apocalypse per defensar el somni de Xavier de coexistència pacífica amb els humans. Bishop és conscient que es troba a un món que no hauria d'existir i, juntament amb Magneto, elaboren un pla per salvar a Xavier al passat, gràcies al poder de Magik, desfent la paradoxa temporal. Abans que es restauri la realitat, alguns personatges arriben al portal d'Illyana i viatgen al passat.

### Onslaught i Operation: Zero Tolerance
L'amenaça que va suposar Onslaught va propiciar la desaparició dels Venjadors i els Quatre Fantàstics i l'histerisme antimutant, així com l'aparició d'un pla per al tancament de tots els mutants dirigit per Bastion en l'anomenada Operation: Zero Tolerance. Una nova generació de sentinels formada per humans amb implants cibernètics, els anomenats Sentinels Prime, van assetjar els grups mutants, encara que finalment van ser derrotats. En aquest procés s'uneixen al grup Marrow i la doctora Cecilia Reyes.
Mentrestant, altres X-Men van tornar d'un viatge a l'espai, excepte Bishop, que es va veure separat del grup amb la Shi'ar Deathbird. El grup va ser capturat per Nanny. Magneto, fent-se passar per Erik the Red, va jutjar a Gambit revelant el seu paper a la massacre als Morlocks. Rogue va abandonar Gambit a l'Antàrtida.
Amb la dissolució d'Excalibur Shadowcat, Nightcrawler i Colossus van tornar al grup.
Els X-Men van trobar Cerebro i gràcies a ell a Xavier, detingut després de la caiguda d'Onslaught.

### Magneto War
Magneto va tornar a aparèixer de nou. Amb el camp electromagnètic de la Terra al seu control, els X-Men van viatjar a la seva base de l'Antàrtida. Joseph al que el grup havia trobat un temps abans, va ser revelat com un clon seu i es va sacrificar per detenir Magneto. Tot i això, les Nacions Unides van donar suport a les demandes de Magneto, que va rebre el control de l'illa de Genosha.

## Terres alternatives
El Multivers Marvel el componen moltes terres alternatives, popularitzades a partir del 1977 amb la col·lecció What If..., però creades molt abans.
Moltes van aparèixer a les pròpies sèries de l'Univers Marvel i algunes van arribar a tenir sèrie limitada pròpia. Les següents van tenir fins i tot sèrie regular:
- X-Men 2099 estava ambientada en un futur alternatiu creat en un grup previ de quatre sèries. Va tenir una seqüela: X-Nation.
- Professor Xavier and the X-Men venia a ser un remake dels primers números, però els canvis eren massa notoris per passar a la mateixa realitat.
- Ultimate X-men estava ambientada en una terra alternativa anomenada Ultimate, que englobava unes quantes sèries. Va continuar en diferents sèries, publicant-se pràcticament durant tot el temps que va existir aquesta terra alternativa (des de 2001 fins a 2016).
- Mutant X passava en una terra alternativa, però el protagonista era Havok, de l'Univers Marvel que s'hi trobava desplaçat. Va ser la continuació del primer volum de X-Factor.
- Exiles no es pot dir exactament que fos una terra alternativa, sino que transcorria al multivers. Els protagonistes, antics membres dels X-Men de les diverses realitats havien de salvar terres alternatives en perill. Fins i tot es van trobar que la terra que havien de salvar no era alternativa.
- Age of Apocalypse després de diverses sèries limitades, a 2012 va assolir sèrie regular de catorze números. Prèviament, un personatge sorgit d'aquesta realitat, X-Man ja havia tingut sèrie pròpia entre 1995 i 2001. Les sèries originals del 1995 havien revolucionat la franquícia aturant-la durant quatre mesos en que van ser substituïdes per altres sèries.

## Adaptacions cinematogràfiques
L'any 2000 s'estrenà la pel·lícula X-Men, dirigida per Bryan Singer, on apareixien els personatges clàssics de la saga en una aventura contra llur etern rival, Magneto.
L'èxit de l'adaptació propicià la realització d'una segona part titulada X-Men 2, que comptava amb el mateix equip bàsic de la primera i estrenada l'any 2003. Bryan Singer deixà de dirigir la saga per centrar-se en Superman Returns. Més endavant, se li oferí tornar per continuar la saga i dirigir la tercera pel·lícula, titulada X-Men: La decisió final, però hagué de rebutjar per problemes d'horari. Finalment, s'estrenà el 26 de maig del 2006 i fou dirigida per Brett Ratner.
L'abril del 2009 s'estrenà X-Men Origins: Wolverine dirigida per Gavin Hood i protagonitzada pel personatge de Wolverine. El 2011 s'estrenà una altra seqüela sobre la infantesa de Charles Xavier i la de Magneto: X-Men: First Class.

### Pel·lícules estrenades
- Generation X (1996) (només per a televisió)
- X-Men (2000)
- X-Men 2 (2003)
- X-Men: La decisió final (2006)
- X-Men Origins: Wolverine (2009)
- X-Men: First Class (2011)
- The Wolverine (2013)
- X-Men: Days of Future Past (2014)
- Deadpool (2016)
- X-Men: Apocalypse (2016)
- Logan (2017)
- Deadpool 2 (2018)
- X-Men: Dark Phoenix (2019)

## Reflex de problemes socials
El conflicte entre mutants i humans normals sovint es compara amb els conflictes del món real experimentats per grups minoritaris a Amèrica com ara afroamericans, jueus, diversos grups religiosos (o no religiosos) com musulmans i ateus, comunistes, comunitat LGBT, la comunitat transgènere, etc. S'ha assenyalat que les actituds cap als mutants no tenen sentit en el context de l'Univers Marvel, ja que els no-mutants amb poders semblants rarament tenen por. L'editora de X-Men, Ann Nocenti, va comentar que "crec que això és literari, en realitat, perquè no hi ha diferència entre Colossus i la Torxa Humana. Si un home entra a la meva oficina en flames o un noi entra a l'oficina i es converteix en acer, tindré la mateixa reacció. Realment no importa que conegui els seus orígens... Com comic-book, els X-Men sempre han representat alguna cosa diferent: els seus poders arriben amb la pubertat, fent-los anàlegs als canvis que es produeixen a l'adolescència, tant si són especials, estan fora de control o et deixen a part; el tema de la inadaptació". També en l'àmbit individual, una sèrie de membres dels X-Men compleixen una funció metafòrica, ja que els seus poders il·lustren punts sobre la naturalesa del foraster.
Els X-Men són odiats, temuts i menyspreats col·lectivament per la humanitat per l'única raó que són mutants. Aleshores, el que tenim aquí, intencionadament o no, és un còmic sobre racisme, intolerància i prejudicis. 
- Racisme: Amb l'evolució experimentada per la relació entre el Professor X i Magneto portada a terme per Claremont, el primer ha estat comparat amb el líder pels drets civils Martin Luther King i el segon al més militant Malcolm X.[82][83] La finalitat dels X-Men es a vegades anomenat "el somni de Xavier" potser com a referència de l'hostòric discurs de King "I Have a Dream".[84] (Magneto, a la primera pel·lícula, titulada també X-Men, cita a Malcolm X dient "per qualsevol mitjà necessari"). Els comic-books dels X-Men a vegades han presentat a mutants com víctimes d'aldarulls violents, evocant imatges de linxaments d'afroamericans en els anys abans del moviment afroamericà pels drets civils.[85] Els Sentinels i els grups anti-mutants son representats com forces opressives com el Ku Klux Klan negant els drets civils.[86] A finals dels anys 80, es va presentar l'escenari de l'illa-estat africana de Genosha, on els mutants eren segregats i esclavitzats en referència a la política d'Apartheid.[87]
- Antisemitisme: des dels anys vuitanta es referencia de forma explícita la comparació entre els sentiments antimutant i antisemitisme. Magneto, un supervients de l'Holocaust veu als mutants de forma similar a com es trobaven els jueus durant el Tercer Reich.[88] Fins i tot utilitza les paraules "mai més" a un episodi de la sèrie de dibuixos animats de 1992. L'esclavització dels mutant als camps de l'illa de Genosha mostra tant en comú amb els camps de concentració nazis,[88][89][90] com als camps de la Terra-811 presentada a la història Days of Future Past.[XM 62] A la tercera pel·lícula dels X-Men, quan li demana a Callisto: "Si tant orgullosa estàs de ser mutant, on és la teva marca?" Magneto mostra el seu tatuatge del camps de concentració. A la preqüela X-Men: First Class, un Magneto adolescent pateix Experimentació mèdica nazi en els camps i és testimoni de l'assassinat de la seva mare.
- Multiculturalisme: des del Giant-Size X-Men 1, molts personatges de X-Men pertanyen a una gran varietat de nationalitats, races, religions i orientacions sexuals, reflexant a les minories.[86][91][92] En aquest número es presentaven com nous membres a Nightcrawler, procedent d'Alemanya (en aquella época la seva República Federal), Sunfire procedent del Japó i Colossus procedent de Rússia, països amb els que els Estats Units tenien o havien tingut conflictes, a més de personatges de minories racials com Storm (afroamericana) i Thunderbirs (nadiu americà).
- LGBT: Alguns comentaristes han notat les similituds entre les lluites dels mutants i les de la comunitat LGBT, notant la manifestació dels poders al voltant de la pubertat i el paral·lelisme entre amagar la identitat sexual i els poders mutants. A les sèries de còmics, apareixen personatges homosexuals i bisexuals com Anole, Bling!, Destiny, Karma, Mystique, Psylocke, Courier, Northstar (el primer en fer pública la seva homosexualitat[93] i en casar-se),[94] Graymalkin, Rictor, Shatterstar, Colossus i Iceman. A la pel·lícula X-Men 2, la mare d'Iceman's li pregunta "Alguna vegada has intentat no ser un mutant?". El personatge de còmic va reconèixer la seva homosexualitat el 2015, després de moltes relacions heterosexuals fallides. El Transgenerisme de moment ha estat tractat de forma poc directa, amb els personatges que com Mystique, Copycat i Courier poder canviar de gènere a voluntat. Els comic-books i la sèrie de dibuixos animats van tractar el virus de la SIDA mitjançant el Legacy Virus, un virus aparentment incurable que inicialment afectava només a mutants (similar al virus de la sida que al principi es va estendre a través de la comunitat gai).[95] A la pel·lícula X-Men: First Class, el seu cap de la CIA li pregunta a Hank McCoy perquè no li havia dit que era mutant i el respon "no havies preguntat, no t'ho havia dit" en referència a la política en vers aquest col·lectiu al servei militar instaurada als Estats Units durant la presidència de Bill Clinton.
- Religió: la religió és part fonamental en alguns arguments dels X-Men, tant com una força positiva com negativa, a vegades a la mateixa història. S'exploren els fonamentalismes a través del personatge de William Stryker i els Purifiers, un grup antimutant que es van presentar a la novel·la gràfica X-Men: God Loves, Man Kills (1982). Els Purifiers creuen que els mutants no són éssers humans sinó fills del dimoni, i han intentat matar-los en moltes ocasions. La religió també té molta importància pels personatges de Nightcrawler, un devot catòlic, i Dust, devota sunní.[91]
- Genocidi: el genocidi i els seus efectes secundaris, com la síndrome del supervivent, són elements recurrents en alguns arcs argumentals. Magneto va ser un survivent de l'Holocaust i testimoni del genocidi, provocant-li una gran desconfiança cap a la humanitat. A causa d'això, sovint alterna entre els aliats i enemics dels X-Men. A la realitat dels Days of Future Past Rachel Summers va ser capturada pels humans i obligada a caçar a altres mutants per capturar-los i matar-los, deixant-la extremadament traumatitzada per l'experiència i el coneixement que ella, sense voler-ho, va ajudar en el genocidi del seu propi poble. A la infància de Bishop estava atrapat en un camp de concentració mutant, deixant-lo tan emocionat quan era adult que a la saga X-Men: Messiah Complex volia matar el bebé que podia haver provocat el seu futur. Quan Cassandra Nova va commitre genocidi a Genosha, tant Emma Frost[96] com Polaris[97][UXM 57] van quedar amb el trauma del survivent.

### The X-Men vol.1 núm.1-141 (1963-1981)
1. ↑  núm.67 a 93 (dates de portada desembre de 1970 a abril de 1975)
2. ↑  núm.42 (segona història) (1968)
3. ↑  núm.46 (segona història) (1968)
4. ↑  núm.56 (segona història) (1969)
5. ↑  núm.54 (segona història) (1969)
6. ↑  núm.53 (segona història) (1969)
7. 1 2  núm.1 (data de portada setembre de 1963)
8. ↑  núm.27 a 29 (dates de portada desembre de 1966 a febrer de 1967).
9. ↑  núm.3 (1963)
10. ↑  núm.4 (1964)
11. ↑  núm.6 (1964)
12. ↑  núm.12-13 (1965)
13. ↑  núm.14-16 (1965-1966)
14. ↑  núm.14 (1965)
15. ↑  núm.10 (1965)
16. ↑  núm.27-39 (1966-1967)
17. ↑  núm.29 (1967)
18. ↑  núm.65 (flashback) (1970)
19. ↑  núm.42 (1968)
20. ↑  núm.46 (1968)
21. ↑  núm.49 (1968)
22. ↑  núm.51 (1968)
23. ↑  núm.52 (1969)
24. ↑  núm.54 (1969)
25. ↑  núm.55 (1969)
26. ↑  núm.56 (1969)
27. ↑  núm.57 (1969)
28. ↑  núm.58-59 (1969)
29. ↑  núm.60 (1969)
30. ↑  núm.60 (1969)
31. ↑  núm.61 (1969)
32. ↑  núm.62-63 (1969)
33. ↑  núm.64 (1970)
34. ↑  núm.65 (1970)
35. ↑  núm.66 (1970)
36. ↑  núm.94 (1975)
37. ↑  núm.95 (1975)
38. ↑  núm.96 (1975)
39. ↑  núm.98 (1976)
40. ↑  núm.98-99 (1976)
41. ↑  núm.100 (1976)
42. ↑  núm.101 (1976)
43. ↑  núm.101-103 (1976-1977)
44. ↑  núm.104 (1977)
45. ↑  núm.105 (1977)
46. ↑  núm.107 (1977)
47. ↑  núm.108 (1977)
48. ↑  núm.109 (1977)
49. ↑  núm.111 (1978)
50. ↑  núm.112-113 (1978)
51. ↑  núm.114 (1978)
52. ↑  núm.118-119 (1979)
53. ↑  núm.120-121 (1979)
54. ↑  núm.125 (1979)
55. ↑  núm.128 (1979)
56. ↑  núm.129-131 (1980)
57. ↑  núm.132-134 (1980)
58. ↑  núm.135 (1980)
59. ↑  núm.136 (1980)
60. ↑  núm.137 (1980)
61. ↑  núm.138 (1980)
62. 1 2  núm.141 (1981)

### The Uncanny X-Men vol.1 núm.142-544 (1981-2011)
1. ↑  núm.142 (1981)
2. ↑  núm.145-147 (1981)
3. ↑  núm.150 (1981)
4. ↑  núm.154-157 (1982)
5. ↑  núm.159 (1982)
6. ↑  núm.160 (1982)
7. ↑  núm.161-166 (1982-1983)
8. ↑  núm.167 (1983)
9. ↑  núm.168 (1983)
10. ↑  núm.170-172 (1983)
11. ↑  núm.175 (1983)
12. ↑  núm.169-170 (1983)
13. ↑  núm.171 (1983)
14. ↑  núm.173 (1983)
15. ↑  núm.180 (1984)
16. ↑  núm.181 (1984)
17. ↑  núm.181 (1984)
18. ↑  núm.184 (1984)
19. ↑  núm.185 (1984)
20. ↑  núm.186 (1984)
21. ↑  núm.192 (1985)
22. ↑  núm.200 (1985)
23. ↑  núm.201 (1985)
24. ↑  núm.207 (1986)
25. ↑  núm.209 (1986)
26. ↑  núm.211 (1986)
27. ↑  núm.200 (1985)
28. ↑  núm.220 (1987)
29. ↑  núm.227 (1987)
30. ↑  núm.241 (1987)
31. ↑  núm.244 (1989)
32. ↑  núm.247 (1989)
33. ↑  núm.251 (1989)
34. ↑  núm.252 (1989)
35. ↑  núm.253 (1989)
36. ↑  núm.254 (1989)
37. ↑  núm.255 (1989)
38. ↑  núm.256-258 (1989-1990)
39. ↑  núm.262-263 (1990)
40. ↑  núm.248 (1989)
41. ↑  núm.266-267 (1990)
42. ↑  núm.269 (1990)
43. ↑  núm.275 (1991)
44. ↑  núm.272 (1991)
45. ↑  núm.306 (1993)
46. ↑  núm.277 (1991)
47. ↑  núm.278 (1991)
48. ↑  núm.279 (1991)
49. ↑  núm.280 (1991)
50. ↑  núm.281-282 (1991)
51. ↑  núm.282-283 (1991)
52. ↑  núm.287 (1992)
53. ↑  núm.294 (1992)
54. ↑  núm.303 (1993)
55. ↑  núm.304 (1993)
56. ↑  núm.316 (1994)
57. ↑  núm.429-434 (2003)

### Altres
1. ↑  Frattini, Eric; Palmer, Óscar. Guia Básica del Cómic (en castellà).  Madrid: Nuer ediciones, 1999, p. 205. ISBN 8480680547 [Consulta: 21 agost 2014].
2. ↑  «Stan Lee» (en anglès). Archive of American Television, 22-03-2004. [Consulta: 4 gener 2015].
3. ↑  Clemente, Julián M., Díaz, Lorenzo F., p. 13
4. ↑  Clemente, Julián M.; Díaz, Lorenzo F., p.14
5. 1 2  Clemente, Julián M.; Díaz, Lorenzo F., p.15
6. ↑  «The X-Men #1» (en anglès).  Grand Comics Database. [Consulta: 16 febrer 2019].
7. ↑  Clemente, Julián M.; Díaz, Lorenzo F., p.16
8. ↑  Clemente, Julián M.; Díaz, Lorenzo F., p.30
9. ↑  Clemente, Julián M.; Díaz, Lorenzo F., p.36-43
10. ↑  Clemente, Julián M.; Díaz, Lorenzo F., p.43
11. 1 2  Dallas, Keith; Sacks, Jason; Beard, Jim; Dykema, Dave; McCoy, Paul Brian. John Morrow. American Comic Book Chronicles: The 1980s (en anglès).  Two Morrows Publishing, 28-5-2013, p. 97. ISBN 1605490466.
12. ↑  Uncanny X-Men/New Teen Titans (1982)
13. 1 2  Claremont, Chris; Anderson, Brent Eric. Louise Jones. Marvel Graphic Novel núm. 5 "God loves, man kills".  Marvel, 1983. ISBN 0-939766-22-1.
14. 1 2 3  «el doblatge: pel·lícules > X-men: la decisió final».   eldoblatge.com. [Consulta: 15 febrer 2019].
15. ↑  X-Men núm.-1 (1997)
16. ↑  Tales of Suspense núm.49 (1964)
17. ↑  Sentry: X-Men núm.1 (2001)
18. ↑  Fantastic Four núm.28 (1964)
19. ↑  X-Men: the Hidden Years núm.1 (1999)
20. ↑  X-Men: the Hidden Years núm.4 (2000)
21. ↑  X-Men: the Hidden Years núm.5-7 (2000)
22. ↑  X-Men: the Hidden Years núm.15 (2001)
23. ↑  X-Men: the Hidden Years núm.17 (2001)
24. ↑  X-Men: the Hidden Years núm.17-19 (2001)
25. ↑  X-Men: the Hidden Years núm.19-22 (2001)
26. ↑  X-Men: the Hidden Years núm.21-22 (2001)
27. ↑  Fantastic Four núm.103-104 (1970)
28. ↑  Amazing Adventures vol.2 núm.11 (1972)
29. ↑  Captain America núm.173 (flashback) (1974)
30. ↑  Captain America núm.174 (flashback) (1974)
31. ↑  The Incredible Hulk núm.172 (1974)
32. ↑  Captain America núm.172-175 (1974)
33. ↑  Marvel Team-Up núm.23 (1974)
34. ↑  The Defenders núm.15-16 (1974)
35. 1 2  Giant-Size X-Men núm.1 (1975)
36. ↑  X-Men: Deadly Genesis núm.4-6 (flashback) (2006)
37. ↑  Classic X-Men núm.1 (1986)
38. ↑  Classic X-Men núm.8 (segona història) (1987)
39. ↑  Fantastic Four vol.1 núm.259
40. ↑  The Avengers Annual núm.10 (1981)
41. ↑  Claremont, Chris; McLeod, Bob. Louise Jones. Marvel Graphic Novel núm.4 "Renewal".  Marvel, 1982. ISBN 0-939766-20-5.
42. ↑  Wolverine núm.1-4 (1983)
43. ↑  Marvel Super-Heroes Secret Wars núm.1 (1984)
44. ↑  Marvel Super-Heroes Secret Wars núm.2 (1984)
45. ↑  Marvel Super-Heroes Secret Wars núm.4 (1984)
46. ↑  Marvel Super-Heroes Secret Wars núm.12 (1985)
47. ↑  Marvel Super-Heroes Secret Wars núm.12 (flashback) (1985)
48. 1 2  X-Factor núm.1 (1986)
49. ↑  The Avengers núm.263 (1986)
50. ↑  Fantastic Four núm.286 (1986)
51. ↑  Fantastic Four vs. The X-Men núm.1-4 (1987)
52. ↑  X-Men vs. The Avengers núm.1-2 (1987)
53. ↑  X-Men vs. The Avengers núm.4 (1987)
54. ↑  Excalibur Special Edition (1988)
55. ↑  X-Factor núm.38 (1989)
56. ↑  New Mutants núm.95 (1990)
57. ↑  New Mutants núm.97 (1991)
58. ↑  X-Factor núm.62 (1991)
59. ↑  X-Factor núm.69
60. ↑  X-Factor núm.71 (1991)
61. ↑  X-Men núm.1-3 (1991)
62. ↑  X-Men núm.4-7 (1992)
63. ↑  X-Men núm.12 (1992)
64. ↑  X-Force núm.18 (1993)
65. ↑  X-Men núm.25 (1993)
66. ↑  X-Men Unlimited vol.1 núm.3 (1993)
67. ↑  X-Men núm.30 (1994)
68. ↑  Adventures of Cyclops and Phoenix núm.1-4 (1994)
69. ↑  X-Men núm.37 (1994)
70. ↑  Generation X núm.1 (1995)
71. ↑  X-Men núm.41 (1995)
72. ↑  X-Men Alpha, Astonishing X-Men núm.1-4, Amazing X-Men núm.1-4, Factor-X núm.1-4, X-Calibre núm.1-4, Weapon-X núm.1-4, Gambit & the X-Ternals núm.1-4, X-Man núm.1-4, Generation NeXt núm.1-4, X-Universe núm.1-4, X-Men Omega, X-Men Prime, 1995-1996
73. ↑  Onslaught: Marvel Universe (1996)
74. ↑  Cable núm.45-47, Generation X núm.29-31, Uncanny X-Men núm.346, Wolverine núm.115-117, X-Force núm.68-69, X-Men núm. 65-70
75. ↑  Uncanny X-Men núm.347-350
76. ↑  Excalibur núm.125
77. ↑  Uncanny X-Men núm.360
78. ↑  Uncanny X-Men núm.362-364, X-Men núm.82-84
79. ↑  X-Men núm.85-87, Uncanny X-Men núm.366-367
80. ↑  Shuckburgh, Emily. Cambridge University Press. Survival: the survival of the human race (en anglès), 2008. ISBN 978-0-521-71020-6.
81. ↑  O'Neill, Patrick Daniel «Ann Nocenti» (en anglès). Fictioneer Books, 10-1986, p. 58–59.
82. ↑  Darius, Julan. «X-Men is Not an Allegory of Racial Tolerance» (en anglès), 25-09-2002.
83. ↑  Sen, Raja. «Mutants aren't what they used to be», 26-05-2006. [Consulta: 2 febrer 2019].
84. ↑  Godwin, Garrett «Dr. King's 80th Birthday» (en anglès). , 14-01-2009 [Consulta: 2 febrer 2019].
85. ↑  Dalton, Russell. Chalice Press. Marvelous Myths: Marvel Superheroes and Everyday Faith, 2011, p. 89. ISBN 978-0-8272-2338-7.
86. 1 2  Lyubansky, Mikhail. «Prejudice lessons from the Xavier Institute». A: Benbella Books. The Psychology of Superheroes: An Unauthorized Exploration (en anglès), 2008, p. 75–90. ISBN 978-1-933771-31-1.
87. ↑  Booker, M. Keith. ABC-CLIO. Encyclopedia of Comic Books and Graphic Novels (en anglès), 2010, p. 430. ISBN 978-0-313-35746-6.
88. 1 2  Housel, Rebecca; Wisnewski, Jeremy. John Wiley and Sons. X-Men and philosophy: astonishing insight and uncanny argument in the mutant ... (en anglès), 2009. ISBN 978-0-470-41340-1.
89. ↑  Weiner, Robert G. McFarland & Company. Marvel graphic novels and related publications: an annotated guide to comics, prose novels, children's books, articles, criticism and reference works, 1965–2005, 2008, p. 309. ISBN 978-0-7864-2500-6.
90. ↑  ; Nasser, Ali «Spotlight X-Men» (en anglès). , 5-2006 [Consulta: 2 febrer 2019].
91. 1 2  Beckerman, Jim. «Comic-book characters defy stereotypes: Writers stretch appeal through diverse heroes» (en anglès), 05-07-2006. [Consulta: 2 febrer 2019].
92. ↑   «American Dreams of Mutants: The X-Men—"Pulp" Fiction, Science Fiction, and Superheroes». John Wiley & Sons, 8-2004, p. 149–168.
93. ↑  Alpha Flight núm.106 (1992)
94. ↑  Astonishing X-Men vol.3 núm.51 (2012)
95. ↑  Wenz, John «Lesbian Batwoman in danger of becoming stereotype» (en anglès). , 05-06-2006 [Consulta: 2 febrer 2019]. Arxivat 27 de setembre 2011 a Wayback Machine. «Còpia arxivada». Arxivat de l'original el 2011-09-27. [Consulta: 2 febrer 2019].
96. ↑  New X-Men núm.114-116 (2001)
97. ↑  New X-Men núm.132 (2002)